# مطبخ نابولي

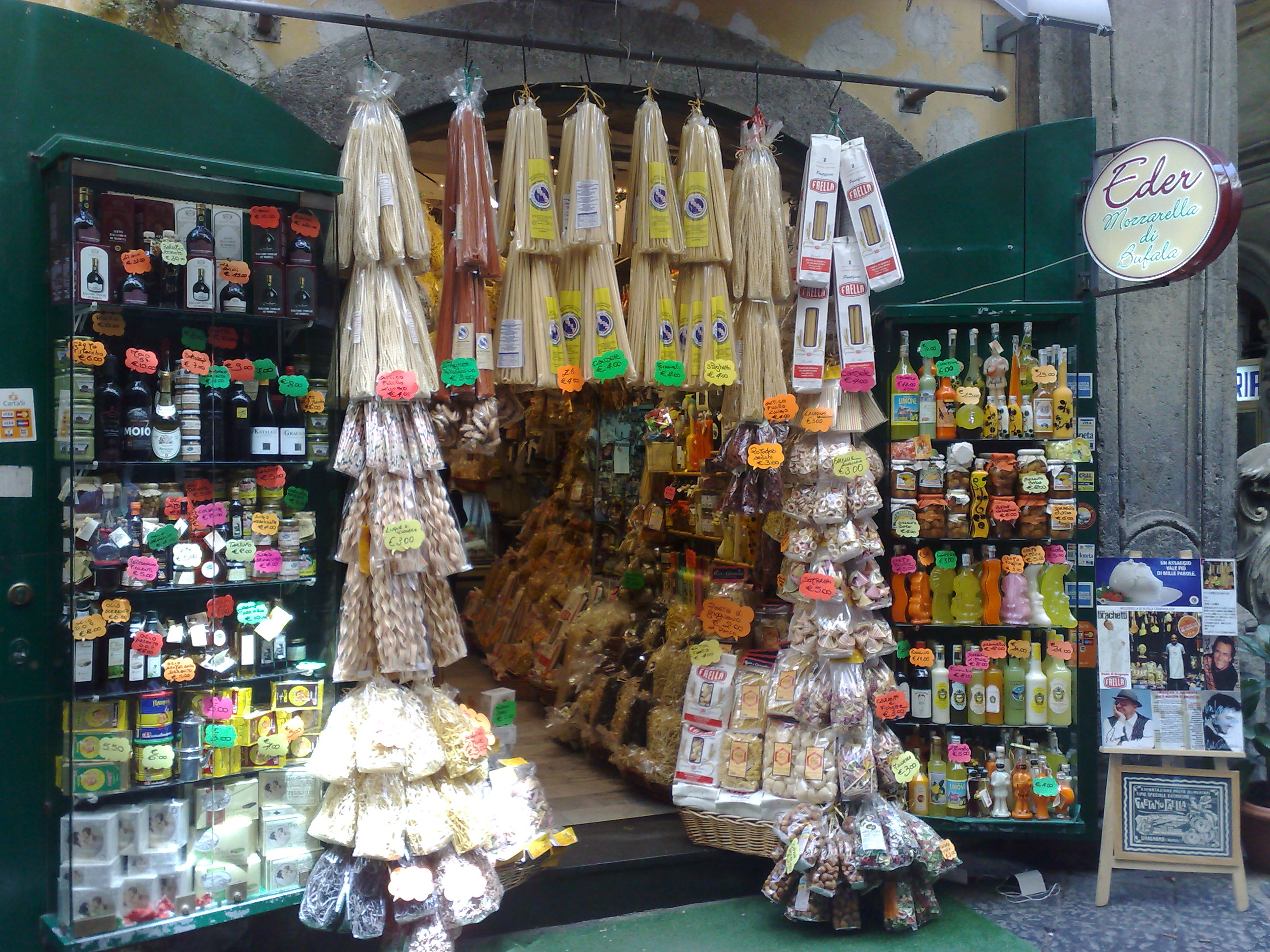
نابولي-متجر للمنتجات التقليدية النابوليتانية

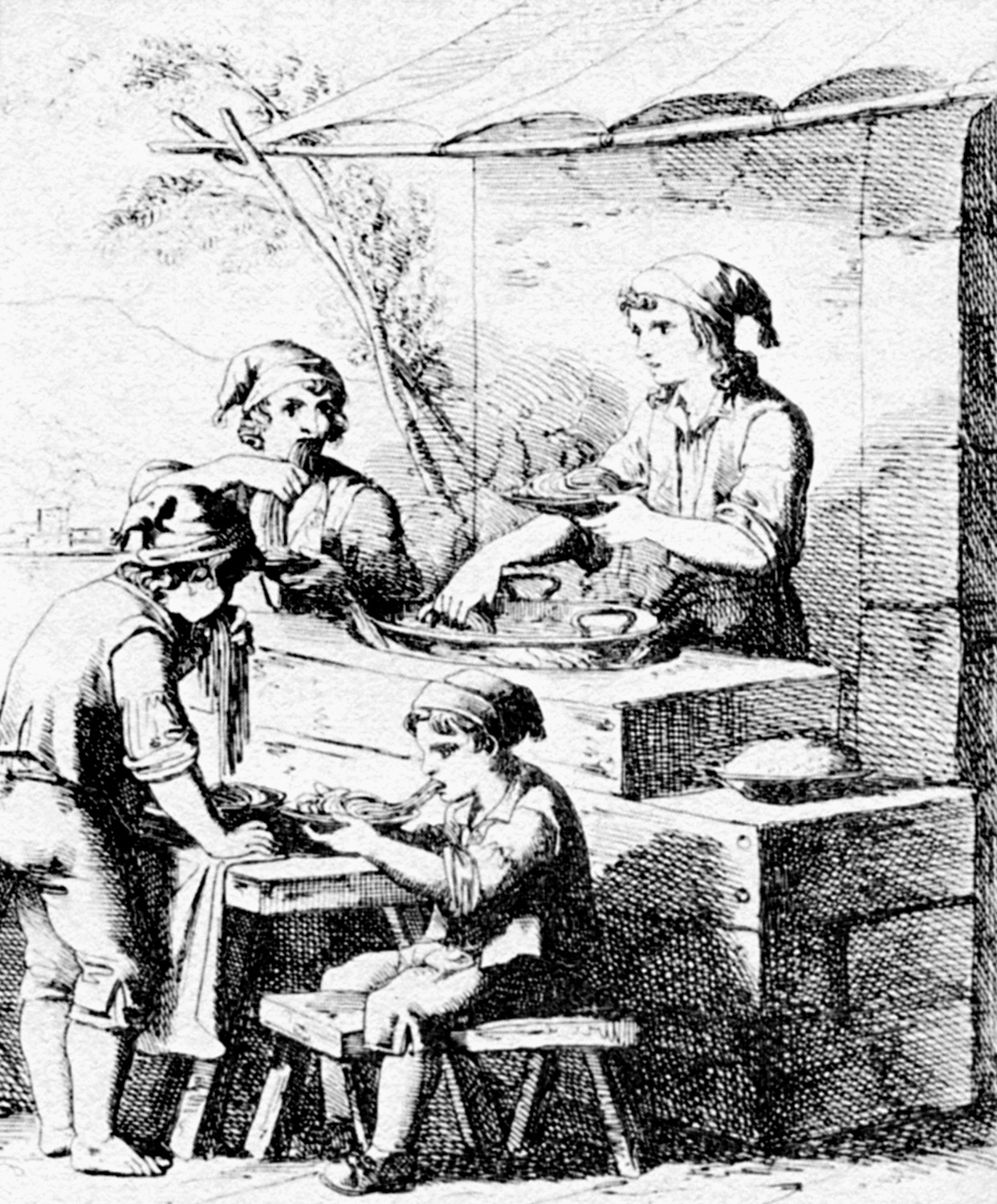
بارتولوميو بينيللى (1781–1835)- فتيان نابولي يتناولون المكرونة. تسجيل

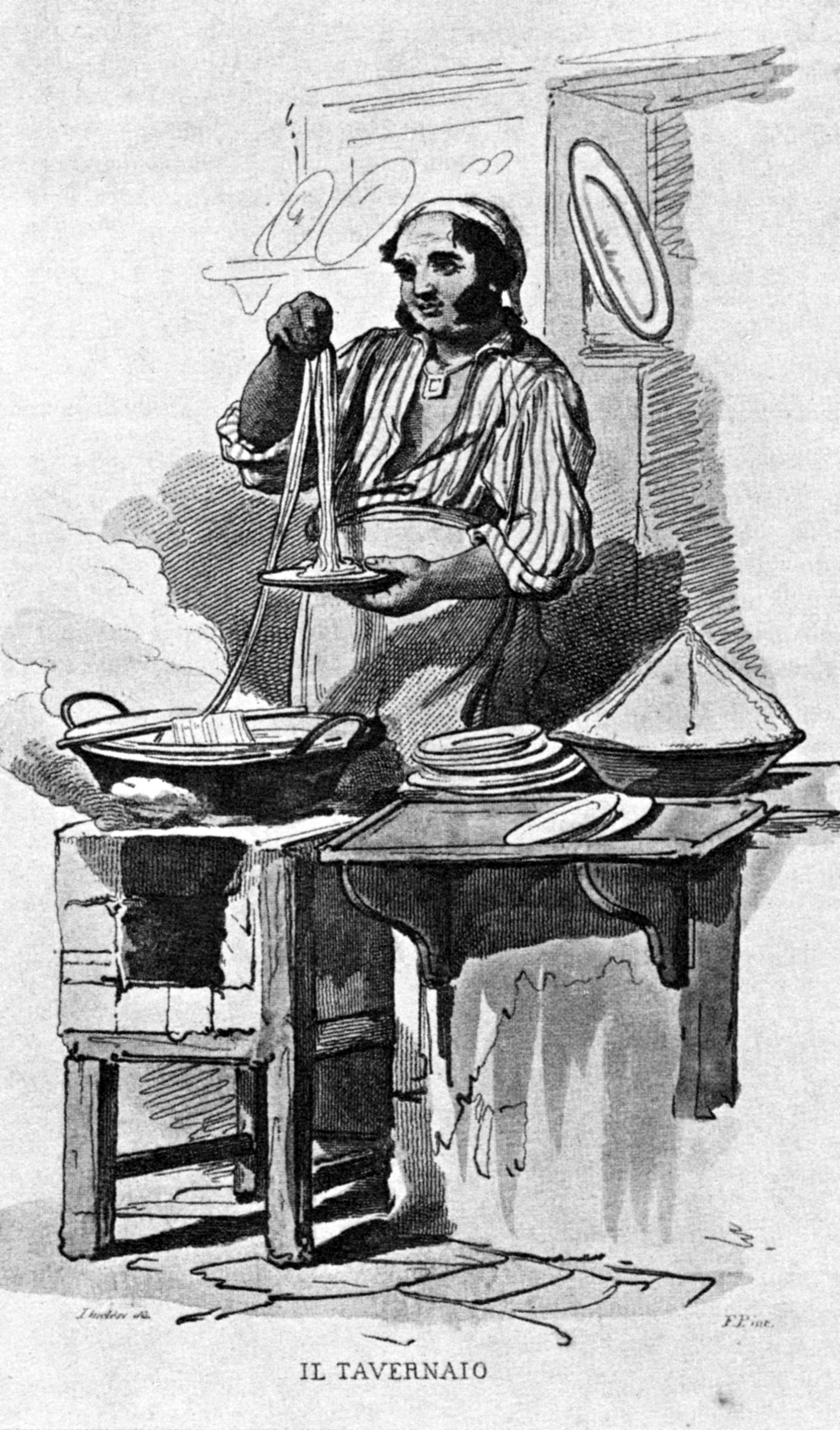
طباعة حجرية مأخوذة من النسخة الأصلية للفنان تيودورو دوكلير (1816–1869)بعنوان «التافيرنايو»

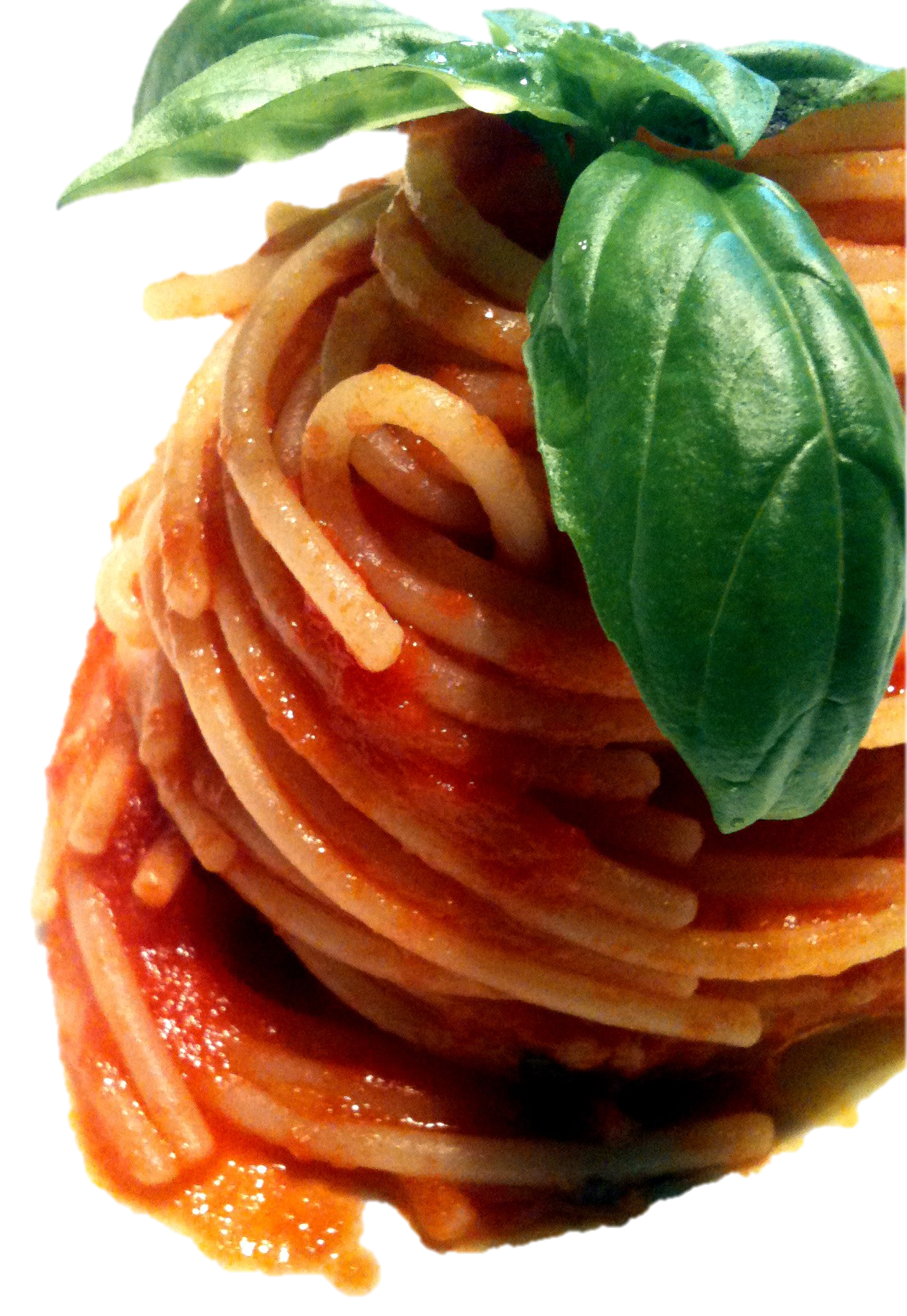
طوطوه في فيلم الفقر والنبل

يمتلك مطبخ نابولي أصول تاريخية قديمة جدا ترجع إلى العصر اليوناني الروماني، وتم إثرائه عبر قرون بتأثيرات ثقافية مختلفة والتي حدثت أثناء تنوع حكام المدينة والمنطقة المحيطة بها.
المساهمة- في خيال وابتكار أهالي نابولي في تنوع الأطباق والوصفات اليومية المقدمة في ثقافة الطهي النابولى- مهمة جدا.
و أيضا في عاصمة المملكة، اكتسب المطبخ النابولى جزء كبير من تقاليد الطهي في إقليم كامبانيا بأكمله، والتوصل إلى توازن الأذواق بين أطباق الأرض (المكرونة والخضراوات ومنتجات الألبان) وأطباق المأكولات البحرية (الأسماك والقشريات والرخويات).
نتيجة لاختلاف قواعد الحكم وأبرزها الفرنسية والإسبانية تم الفصل بين المطبخ الارستقراطي والشعبي.يتسم المطبخ الأرستقراطي بأطباق البلدان المتقدمة والمستوحاة دوليا، المغذية والمعدة بالمكونات الغنية مثل: I timballiو sartù من الأرز (طهى في الفرن), بينما تتعلق سمات المطبخ الشعبي بمكونات الأرض: الحبوب، البقوليات، الخضراوات، مثل المعكرونة الشعبية والفاصوليا. نتيجة للتطورات التي حدثت عبر قرون مع نماذج مختلفة من ثقافة الطهي أكثر سموا، يمتلك المطبخ النابولي الآن مجموعة كبيرة جدا من الأطباق، بما فيها تلك التي غالبا ما تكون مصنوعة من مكونات أكثر بساطة ودقة.
على الرغم من حدوث اختلاط على مر القرون بما فيها من الأحداث الماضية، فان المطبخ النابولي لا يزال يحتفظ بتشكيلة الاطباق والمكونات والتحضيرات التي تميز الهوية الثقافية الفريدة من نوعها للمطبخ النابولي.

## تاريخ المطبخ النابوليتاني

### المطبخ في العصر اليوناني والروماني

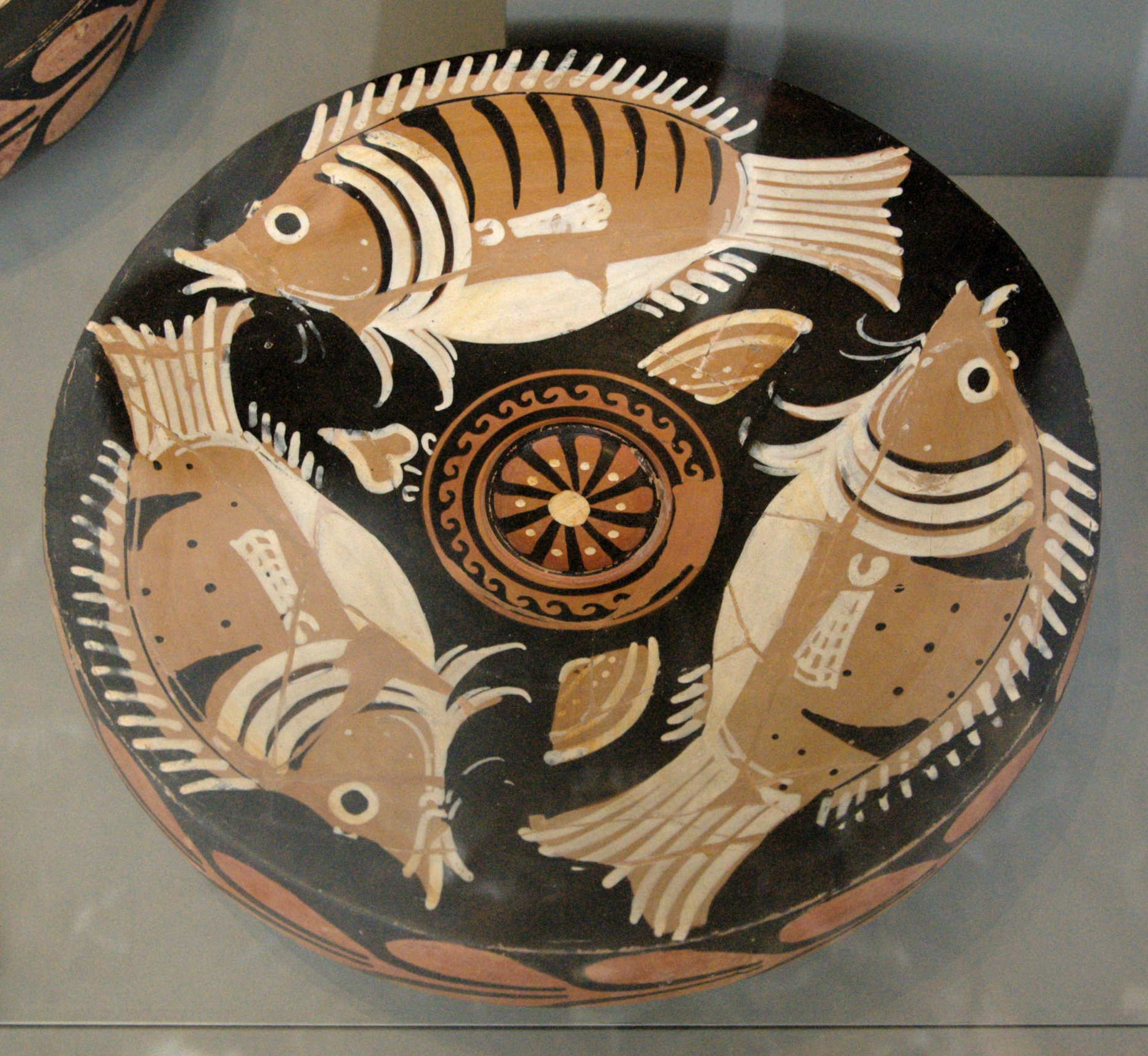
طبق يوناني مع الأسماك ،تم صنعه على الأرجح ليحمل المأكولات البحرية (متحف ألتس ،برلين).الموقع:ماجنا غراسيا

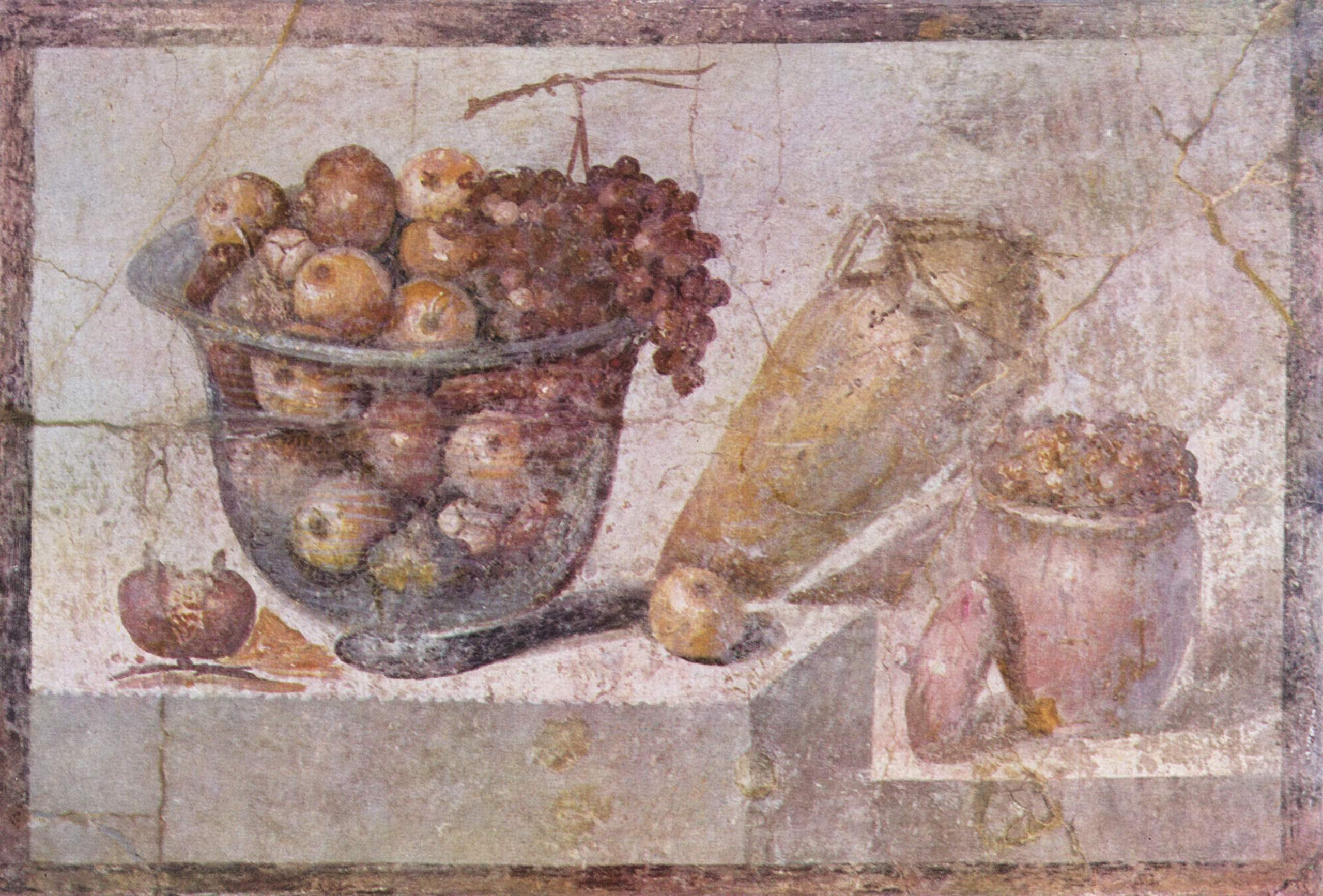
لوحة جصية من بومبي لأطباق من الفاكهة التي تشير إلى بعض أذواق اليونانيين القدماء على المائدة.المكان: متحف نابولي الوطني للآثار

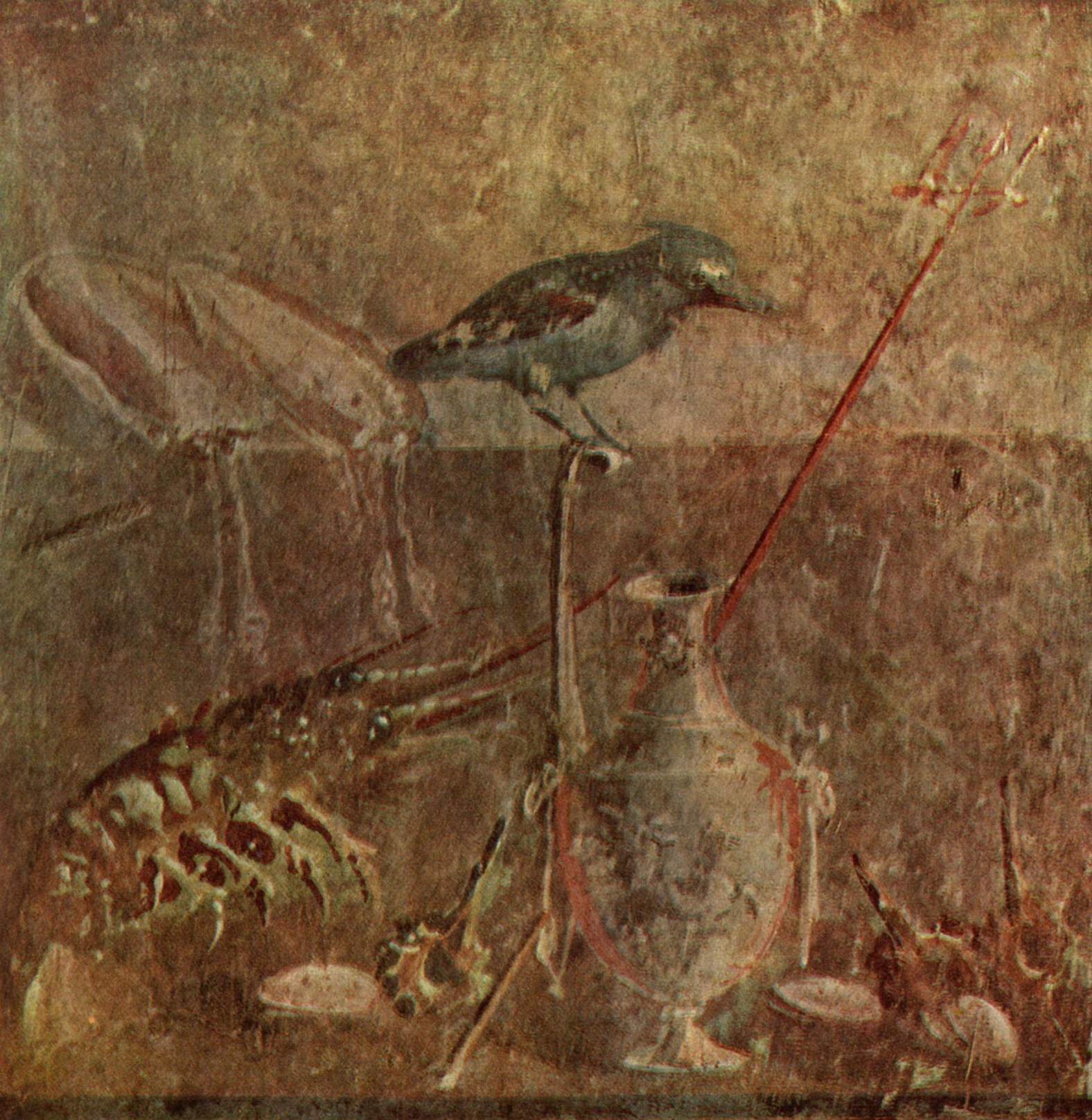
لوحة جصية من بومبي لجراد البحر ولأنواع أخرى من المحار، وهم بالفعل من مكونات المطبخ الروماني.المكان:متحف نابولي الوطني للآثار

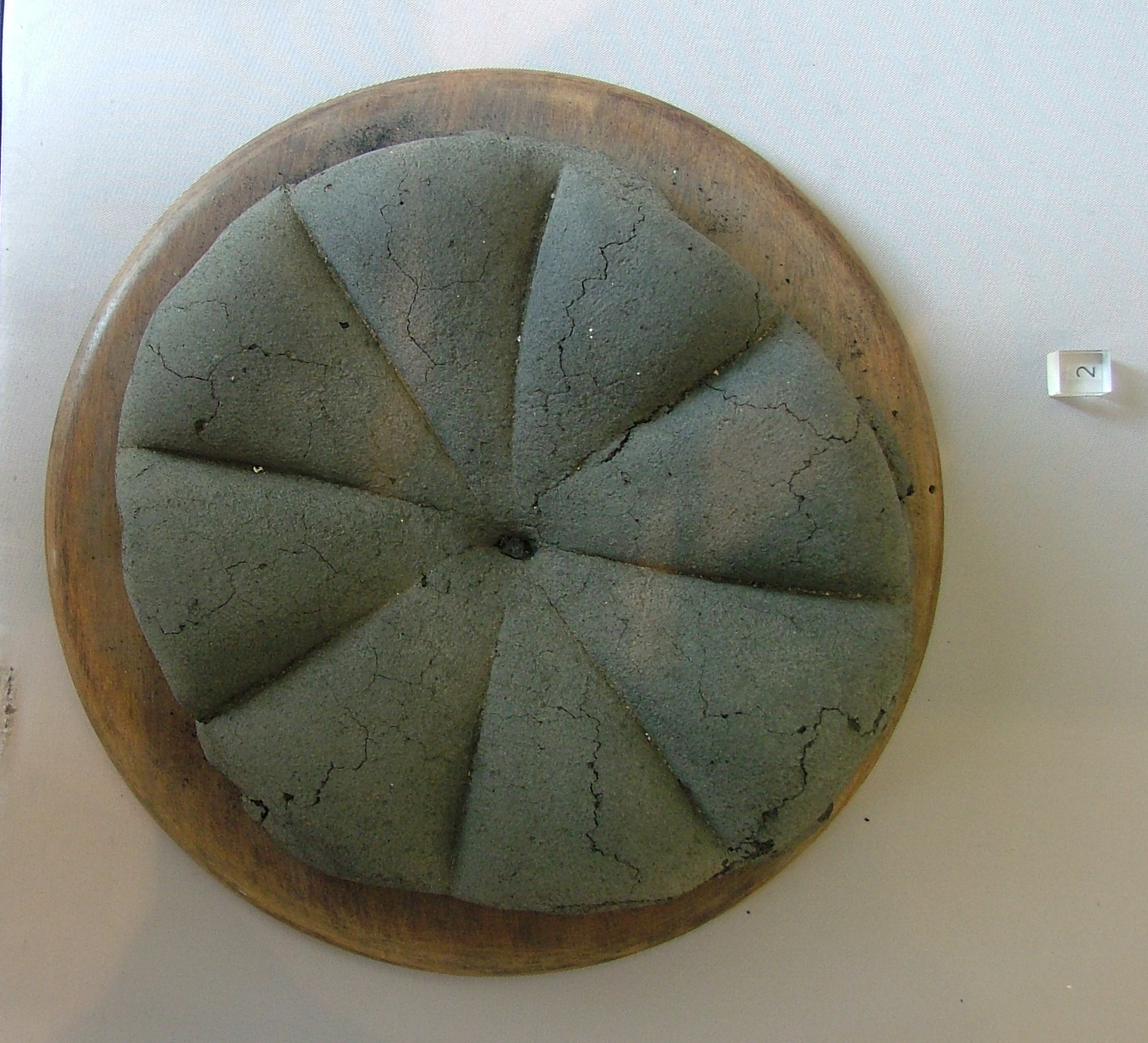
خبز من الفحم وجد في بومبي.المكان:متحف نابولي الوطني للآثار

ليس من الشائع إيجاد إشارات مباشرة لعادات الطهي في العصر اليوناني الروماني. ومن الشواهد على أذواق الطهي الكلاسيكية هناك الأطباق المتنوعة ذات الصناعة اليونانية والتي تصور الأسماك والمحار كدليل على استخدام أطباق المأكولات البحرية في ذلك العصر. وتصور اللوحات الجدارية البومبيانية المختلفة سلال من الفاكهة (التين، الرمان)، بينما في فيلا بوبايا في ابلونتس رُسِم نوع من الحلوى ليست معروفة المكونات.
وتعود على الارجح صلصلة أسماك الانشوجة الشهيرة في مدينة تشيتارا إلى صلصة الجاروم الرومانية، وربما يكون استخدام الزبيب مع الأطباق المالحة المختلفة هو إعادة إحياء للمزاق الحلو والحامض الذي يشتهر به مطبخ أبيشيس ومطبخ الرومانين القدماء كما في بيتزا اسكارول، أو شرائح اللحم مع صوص الراجو.و قد يكون أبيشيس اشتق من اللغة اللاتينية المصطلح (scapece)وهي الطريقة النموذجية لإعداد الكوسة مع الخل والنعناع.
وكذلك استخدام الذرة في الباستيرا، وهي حلوى خاصة بعيد الفصح، قد يكون له قيمة رمزية مرتبطة بعبادة سيريس والطقوس الوثنية للخصوبة والتي كان يُحتفل بهم خلال الأعتدال الربيعي. واشتقت لقمة القاضى الخاصة بعيد الميلاد " gli struffoli naziali" اسمها من المصطلح اليوناني “στρόγγυλος, stróngylos"ومعناه " ذات الشكل المستدير ". وأخيراً يشتق اسم "البيتزا " غالباً من كلمة pinsa وهي اسم المفعول للفعل اللاتيني (pinsere)ومعناه يضغط.
كان لوكيللو يملك فيلا رائعة في نابولي بين جبل ايكيا – وتسمى اليوم بيتزوفالكوني- وجزيرة ميجاريدا حيث يوجد الآن قلعة البيضة وكانت الفيلا محاطة بالبحر وقد بنى لوكيللو بالقرب منها خزانات لتربية الأسماك وخاصة الحنكليس الذي كان مكون رئيس في المآدب الفاخرة التي كان ينظمها والتي جعلت الفيلا مشهورة.
ويرجع أصل الصفة luculliano إلى هذه المآدب وتشير إلى العشاء الفاخر واللذيذ.

### العصور الوسطى
في نابولي في بداية القرن الرابع عشر، كُتب اقدم كتاباً للطهي باللغة اللاتينية من قِبل أحد رجال بلاط الملك كارلو الثانى وعرف الكتاب باسم il Liber de coquina.
وَيذكُر الكتاب وصفات من مختلف البلاطات الملكية خاصة ذات الطابع الفرنسى والنابوليتانى ولكن تشمل أيضا ذات الطابع العربي الأسباني والأقاليم الإيطالية الأخرى.ويوجد في الكتاب فصل مخصص للبقوليات:
<<البقوليات: انقع الحمص لمدة ليلة في محلول هيدروكسيد الصوديوم المملح جيداً.اشطفه جيداً في صباح اليوم التالى بالماء الفاتر وبعد ذلك ضعه في ماء دافئ ليُطهى حتى ينضج ثم يُتبل بالملح والزيت أو اى نوع أخر من الدهون>>
(مجهول من القرن 14، liber de coquina)

### القرن السادس عشر
و من اوائل الكتاب الذين نقلوا وصفات من مطابخ نابولي، كريستوفر دى مسيسبوجو، الذي عمل لدى اسرة" استنزى"و الذي ولاه كارلو الخامس منصب الكونت في البلاط الملكى في عام 1533. ينقل لنا كريستوفر إحدى الوصفات قائلا:"لعمل عشرة اطباق من المكرونة على طريقة مطابخ مقاطعة نابولى نستخدم ثمانى ليبرات (وحدة وزن قديمة) من الدقيق ولبابة الخبز السميك والبوفيتتو الممزوج بماء الورد، واربع بيضات، واربعة جزوع من نبات السكر.يمزج الخليط جيدا حتى يتماسك ويصبح قطعة واحدة.يقطع بعد ذلك إلى قطع، ويفضل أن تكون شبه سميكة وألا تكون رقيقة، ثم تقطع إلى شرائح متلاصقة وطويلة.تطهى بعد ذلك في المرق المضاف إليه الدهن الساخن.تقدم بعد ذلك في اطباق أو تقدم مع الديك المخصى أو يضاف إليها بعض السكر والقرفة بداخلها أو ترش على السطح. 
و في أيام الصيد قد تطهى في الماء دون إضافة الزبد، أو قد يضاف حسب الرغبة.
(كريستوفر دى مسيسبوجو، من كتاب وصفات الولائم من المشروبات والتجهيزات العامة)
جاء بعد ذلك الطاهى البابوى، بارتولوميو سكابى، لينقل لنا بعض الوصفات من مطابخ نابولى ومنها وصفة" طريقة عمل كعكة الحمام الملكية، والمعروفة عند أهل نابولى باسم كعكة فم المرأة النبيلة" أو "طريقة عمل كعكة ببعض المكونات والتي يطلق عليها أهل نابولى اسم بيتزا". في هذا الوقت لم يكن اسم بيتزا يطلق بالضرورة على تلك الفطيرة التي اعتدنا على تناولها اليوم. يكتب سكابى قائلا:"يستخدم ست اواقى (الاوقية تساوى 30 جرام) من اللوزالمقشور، واربع اواقى من ازواج لحم الخنزير المخلى، وثلاث اواقى من الداتولى الطازج الخالى من الروح، وثلاث اواقى من التين الطازج، وثلاث اواقى من الزبيب بلا روح. توضع المكونات في المهراس وتهرس ثم يضاف اليها ماء الورد شيئا فشيئا إلى ان يتحول الخليط لعجين، ثم يضاف اليه ثمانية من صفار البيض النئ الطازج، وست اواقى من قرع العسل، واوقية من القرفة، واوقية ونصف من مسحوق حلوى الموستاتشوللى المعطرة بالمسك، المشهورة في نابولى؛ واربع اواقى من ماء الورد ثم يمزج الخليط جيدا.يوضع الخليط مع بعض العجين مع الحرص على الا يكون سميك للغاية. يوضع الخليط في مقلاة مع اربع اواقى من الزبدة المذابة مع الحرص على الا يرتفع لاكثر من بوصة.ندخلها بعد ذلك الفرن دون ان نغطيها. تقدم ساخنة أو باردة حسب الرغبة.في هذه البيتزا يمكن إضافة اى نوع من التوابل.
(من كتاب«اوبرا» لسكابى).
و عن شكل المطبخ في مقاطعة نابولى في نهاية القرن السادس عشر فينقله كتاب " "Ritratto di Napoliاو «صورة نابولى» للكاتب جوفان باتيستا عام 1588. ومن المكونات الرئيسة فيه في هذا الوقت نجد الفواكه والخضراوات وخاصة البروكلى، الذي يتبل مع السردين والثوم المقلى وعصير الليمون.من جهة أخرى كان السمك مستخدما على نطاق واسع، كما اعدت اللحوم بشكل رئيس مع المكونات الحلوة والحامضة، مثل الخوخ والثوم والزبيب والصنوبر والجوز والقرفة. انتشرت أيضا منتجات الالبان والمعجنات المختلفة، كما انتشرت أنواع كثيرة من النبيذ التي ما زالت تنتج اليوم مثل الاليانيكو والاسبيرينو.

### القرن السابع عشر

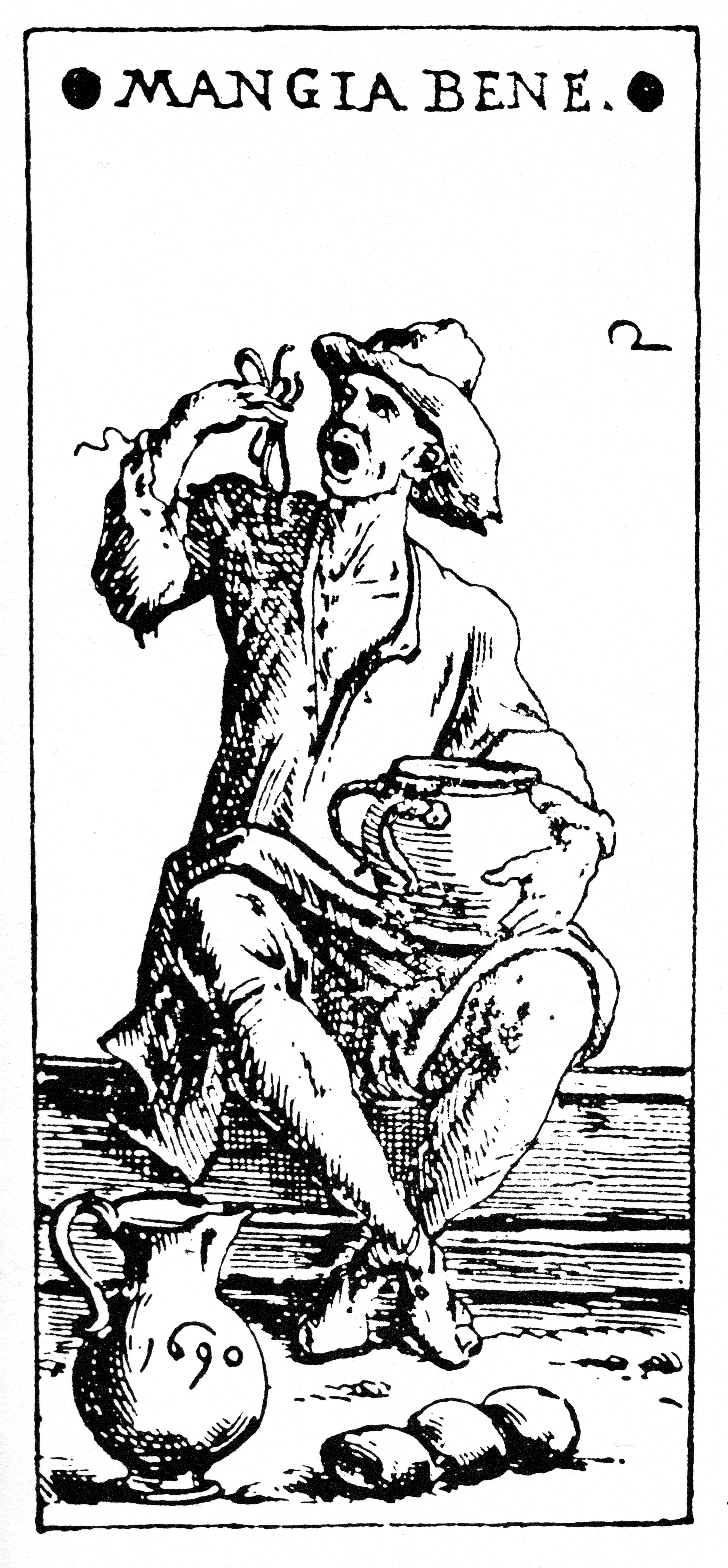
شاب من نابولي وهو يتناول المكرونة.تم تسجيلها بتاريخ 1690 ، وتعد واحدة من أوائل الصور المعبرة عن القرن السابع عشر، ترافقها عبارة «تناول الطعام جيداً»

أصاب الجوع في القرن السابع عشر عامة الشعب ليصبح الحدث الأهم في الأعياد هي تلك الموائد التي تقدم فيها طبقة النبلاء بعض العطايا من الخبز والجبن واللحم واللحم المقدد إلى طبقة الفقراء: فقد كان العيد والطحين والمشنقة هم العناصر الاساسية التي قامت عليها الحكومة في ذلك الوقت. وما بين القرن السادس عشر والسابع عشر طرات بعض التغيرات على اذواق الطهى، خاصة بعد انتشار المحاصيل الجديدة القادمة من أمريكا كالطماطم والبطاطا والفلفل والكاكاو حتى بدأ الديك الرومى يفقد مذاقه لاتجاه الناس لاطباق الحلو والحامض.
وجعل النمو السكانى للمدينة من امدادات الطعام القابل للحفظ لفترة طويلة امرا متداولا كالمعجنات مثلا، مقارنة بالاستهلاك التقليدى للخضراوات الورقية.وفي ذلك الوقت أصبح سكان نابولى يلقبون باكلى المكرونة بعد ان كان لقبهم السابق اكلى الورقيات.
وكانت المعجنات تعد على اشكال خيوط مختلفة تؤدى إلى الاشكال الأكثر شعبية كالشعيرية والبرشاتيللى والباككارى والزيتى.
وفي نهاية القرن السابع عشر قدم انطونيو لاتينى امثلة من مأكولات نابولى كحساء الورق فنجده يقول:
«تغلى دجاجة مع قطع من اللحم البقرى، وعندما تصبح نصف ناضجة، منعا لاتلافها، يضاف اليها لسان الخنزير المملح والمسلوق، ثم يضاف بعد ذلك اللحم المملح المنقوع والمصفى . نحضر قطعة من الخيط وقطعة من لحم بطن الخنزير، وبعضا من عظام الحاجز وقطعة من شحم الخنزير مع الملح، حسب الرغبة، وعندما تنضج المكونات، يوضع الحساء في طاجن وتقطع المكونات والدجاجة أو الديك، كل على حدة. يضاف إلى الحساء ثلث المكونات المقطعة والتورسى المحشية، واليقطين والبصل المحشو بلحم العجل المضاف اليه صفار البيض المخفوق، وبعضا من فتات الخبز المنقوع في القليل من المرق، والباسارينا التي كان من الصعب الحصول عليهافى ذلك الوقت، ويضاف اليه توت الاجريستا، وسيكفى هذا لحشو جميع المكونات المذكورة، ومضاف اليه التوابل والاعشاب العطرية المعتادة.يمكن أيضا إضافة الخس أو الاسكارول المحشية.اما عن اللحم المتبقى فيوضع مفروما أو مضافا اليه قطعا من النقانق المحشية في طاجن أو في اى اناء اخر، ومعها صدور الدجاج المسلوقة والسجق المفتوح من المنتصف، ينزع عنه الجلد ويضاف اليه شرائح من الجبن البارميزان والمشروم، المحلى والمسلوق مع عظام الحاجز، المصنوع في مدينة جنوة؛ فاءذا كان المرق طيبا أصبح الطبق لذيذا.»
(انطونيو لاتينى، من كتاب ا لنحت الحديث)

### القرن الثامن عشر
أصبح تآثير الثقافة الفرنسية، في هذا القرن، الأكثر أهمية في كل انحاء أوروبا حتى في أمور الطهي. فقد وصل المونذيه إلى قصر البربونيه وهو ميزة نابولية خاصة بالسادة الآمراء.
و قد آخذت الكثير من الأطباق النابولية النموذجية إسمها من الأطباق الفرنسية مثل الراجو، أي الحساء،(من الراجوت) والجاتوه (من الجاتو)و الكروككيه (من كروكويتيس).
بالطبع يعد فينتشنزو كورادو أحد أبرز الطهاة، فهو علامة مميزة في القرن الثامن عشر والقرن التاسع عشر في قصور النبلاء في نابولي، وإليه ينسب إعداد الفطائرو الوصفات المتقدمة الأخرى، والأعمال التحضيرية من اللحوم وأوصاف الموائد الفخمة. كتب فينتشنزو كورادو، في عام 1773 , الطاهي الظريف والذي يوجد به بشكل جيد تأثير الذوق الفرنسي في المطبخ نابولي. يكتسب التقديم الجمالي أهميته في المطبخ، بالإضافة إلى المذاق، لذا خصص كورادو جزء كبير في كتابه للزينة وكيفية إعداد الموائد الضخمة، كما كتب، أيضا، عن الشراب بنكهاته المختلفة والقهوة التي كانت يتم غليها في ماكينات صنع القهوة الخاصة على عكس الحالية المركزة.

### القرن التاسع عشر
وصفة السارتو لكافالكانتي : يتكون سارتو بالأرز من كوب ونصف من الأرز، إذا تفضلينه متماسكا أغليه في مرقة أو في مياه عادية وذلك وفقا للحالة الاقتصادية، حيث إنه لا يوجد فرق. عندما ينضج الأرز، نضع ثلث من الأوانص وإحدى عشر من القشطة أو الجبنة ورغيف مدهون بالزبدة (و ذلك لأنه لم يكن تم طبخه في الحساء), ثم نضع اثنتا عشر من البيض المخفوق، ونخلطهم جيدا، بعد ذلك نتركه يبرد، ثم نأخذه في طاجن مناسب لعمل السارتو، داهنا الطاجن بشحم الخنزير مع كمية مناسبة من الدهن. وبعد ذلك نضع الأرز الفاتر مع الخليط بسهولة، ولكي يتكيف مع الخليط يجب جعله أجوف الوسط . أعلاه نضع بأيدينا طبقة أخرى من الأرز برفق، حتى يكون كل شئ على ما يرام، ثم نضعهم في وعاء مدهون من قطع صغيرة شحم الخنزير. تستغرق عملية الطهي الوقت الذي تستغرقه المكرونة، مع صنع ثقب في الوسط لتتدفق كوب أو اثنين من المرق.
بواسطة cavalcanti Ippolito, op. cit., II ed., pag. 55.

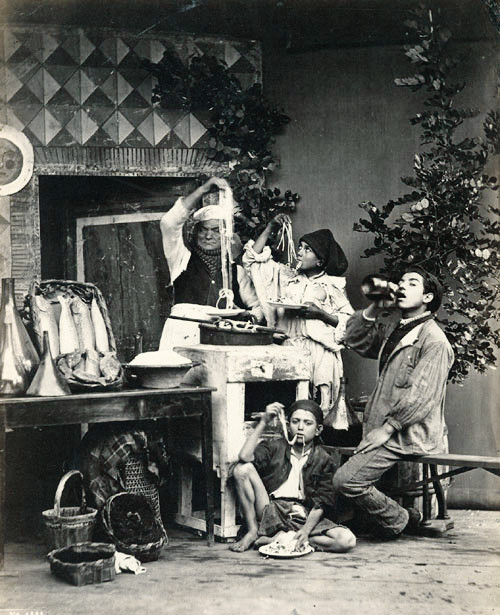
جورجيو سومر 1843-1914: بعض الأشخاص يتناولون المكرونة قبل عام 1886. صورة رقم 1444.

لقد ازدادت أهمية الطبقة البرجوازية في عام 800. فقد ساهمت في تبديل عادة الطبخ الشعبية إلى الأغلبية الراقية لمطبخ النبلاء. أصبحت الشخصيات النموذجية الايقونية النابولية مشهورة، مثل صانع المكرونة، وصانع الشربات، والفرانفلليكررو، وحامل المياه، والميللونارو، وبائع المحار.
افتتح فرديناند الثاني من بوربون أول مصنع للمكرونة في عام 1833 وأصبح إنتاج المكرونة مهما في بورتيشي، توري اليونانية، توري أنونزياتا وجرانانو، وهي المناطق التي يتوفر بها التجفيف الطبيعي للمكرونة. ولقد تم نقل أفضل الوصفات لمطبخ نابولي بواسطة إيبوليتو كافالكانتي، ودوكا من بوفيتشينو، التي نشرت في عام 1837 , الطبعة الأولى للمطبخ النظري والعملي، كما ينسب إليها الطبعة الثانية في عام 1839 , ولقد استوعبت هذه النسخة الكوزينا كازارينزلا باللغة النابولية .كما يظهر في المطبخ وصفة صلصة نابولي التقليدية، المعلومات الأولى حول وصفات الطبقة النابولية الفقيرة، كما وصف بعض الوصفات للطبقة النابولية الأكثر فقرا في كتابه نابولي من الداخل، ومثل حساء المروزيه وحساء الفريسيلليه مع مرقة الاخطبوط. قدم ماتيلد سيراو

### القرن العشرين
هو القرن الذي حدثت فيه الحربين العالميتين واللاتان أنتجتا تغييرات عميقة في الحياة في نابولى، مع تداعيات لا مفر منها في تقليد الطهى. فإن الجوع في فترة الحرب يصبح ضروريًا، بالنسبة للفقراء، حيث تُستخدم مكونات من نفايات مثل القرون الفارغة من الحبوب والبازلاء.
و يعد الطفرة الاقتصادية وتطور وسائل الاتصال، بدأت فترة من التلوث في المطابخ الإيطالية والدولية الأخرى، ولكن، في حين هبط على نابولى ماكدونالز، والمأكولات الجاهزة وكَثُرَت في محلات السوبر ماركت، فإنه يعاد تقييمها من قبل خبراء التغذية على أسس علمية، وعلى أهمية الحمية، وبالنسبة للمطبخ التقليدى في نابولى، ومع الكثير من الكاربوهيدرات والخضروات والأسماك وزيت الزيتون، يمكن أن يعد واحدًا من أفضل الأمثلة على ذلك.
وإن القرن العشرين أيضًا هو القرن الذي انتشر فيه الأطباق في مطبخ نابولى، مثل السباغيتى والبيتزا، وذلك مع بعض الاختلافات التي تؤثر بشكل غير مباشر في نابولى، حيث بدأت بعض مطاعم البيتزا في تقديم بيتزا بالأناناس .
و تبقى هوية المطبخ في نابولى صلبة جدا، ويستمر جرس الإبداع حتى نهاية هذا القرن الذي يرى على سبيل المثال اختراع الليمون عام 1978.

### الألفية الثانية
وفي الألفية الجديدة، استمر التلوث في مطبخ نابولى، مثل استخدام السمك النئ، وهي نسخة نابولى من السوشى اليابانى، وذلك جنبًا إلى جنب مع إعادة اكتشاف وإعادة تقييم الأطباق والمكونات المحلية. وتقدم العديد من سلاسل المطاعم حصريًا مطبخ نابولى الذي انتشر على الصعيدين الوطنى والدولى .

## المكونات الاساسية

### الباستا

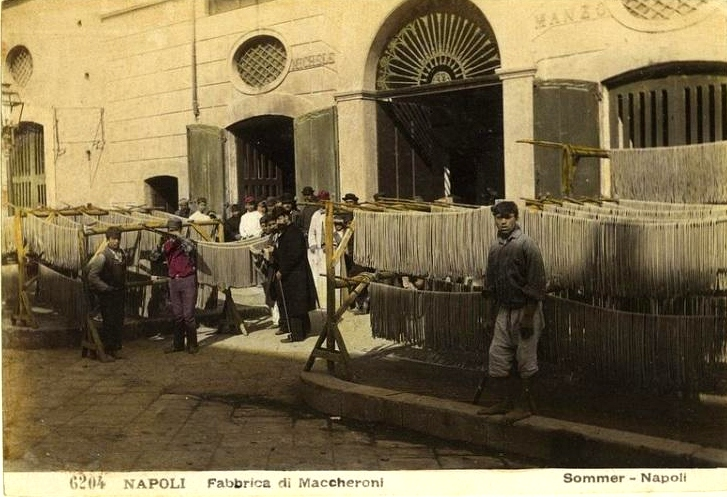
جورجيو سومر (1834-1914)، «نابولى - مصنع مكرونة». الصورة ملونة باليد. رقم الكاتالوج : 6204.

يوجد أنواع كثيرة من الباستا النابوليتانية . ففى مطبخ نابولى تنتشر الباستا المكونة من دقيق القمح والتي يتم إنتاجها صناعياً أكثر من تلك المصنوعة في المنزل وتنتشرأكثر بدورها في المناطق الداخلية لإقليم كامبانيا وفي أقاليم أخرى بإيطاليا. ويرجع إنتاج الباستا على نطاق واسع في منطقة نابولى إلى ما لا يقل عن القرن السادس عشر عندما أُتيحت في منطقة جرانيانوالظروف المثالية لتجفيفها وحفظها. وتعتبر أيضاً مدة طهى المكرونة شيئاً هاماً جداً في نابولى حيث يجب أن تكون جيدة النضج "al dente"
خاصة إذا كانت ستُحمَر في المقلاة في وقتٍ لاحق.
ومن الأصناف الأكثر شيوعاً، إلى جانب الأنواع الكلاسيكية مثل : الإسباجيتى، واللينجوينى والبوكاتينى، هناك أيضاً الأشكال المحلية مثل : باكيرى وزيتى اللذان يتم عادةً تكسيرهما باليد قبل أن ينضجا ويتبلا بصوص اللحم (il ragu’).
لإعداد الباستا مع البقوليات تُستخدم أيضاً الباستا المختلطة (الباستا اميسكاتا)، والتي كانت تُباع في الماضى بسعر أقل لأنها كانت تنتج من البقايا المتكسرة للأنواع الأخرى ولكن اليوم تُباع كنوع قائم بذاته. ولا يمكن تجاهل النيوكى والذي يتم تحضيره من الدقيق والبطاطا ويوجد أيضا أنواع ليست تقليدية ولكن أصبحت منتشرة جدا اليوم ومنها شالاتييلى gli scialatielli.

### الطماطم

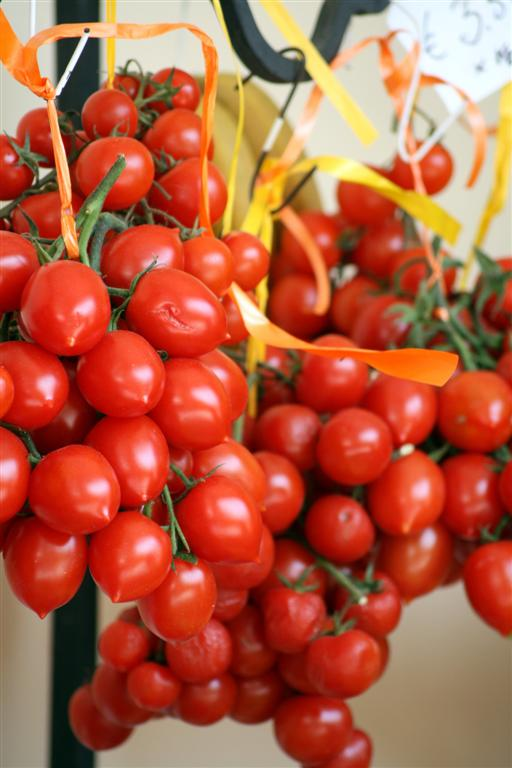
طماطم الفيزوفيانو الصغيرة Pomodorino vesuviano

تم استيراد الطماطم من أمريكا إلى أوروبا من قِبل الأسبان في القرن السادس عشر، ولكن تم تجاهلها كعنصر غذائى لنحو قرنين من الزمان . فقط في نهاية القرن الثامن عشر وبداية القرن التاسع عشر أصبحت صلصة الطماطم شائعة الاستخدام في وصفات عديدة وأنتشرت زراعتها حتى أصبحت واحدة من أهم الزراعات في إقليم كامبانيا .ومن الأنواع الأكثر شهرة في نابولى هناك الطماطم سامرتزانو، وكانت شبه منقرضة في أواخر القرن العشرين ومؤخراً تم إعادة زراعتها، وهناك الطماطم الصغيرة فيزوفيانو التي تُحفظ لفترة طويلة مجمعة ومعلقة في الشرفة .
نشأت في نابولى صناعة التعليب التي أحضرت للعالم الطماطم المقشرة والمركزة. وظهرت لاحقأ الأساليب المنزلية العديدة لحفظها بدءاً من وضعها مقطعة في زجاجات أو تصفيتها لتكون مجهزة دائماً للاستخدامات المتنوعة حتى إلى عملية «الحفظ» المشهورة حيث تُطهى الطماطم جيداً ويتم تركيزها حتى تصبح كريمة مخملية داكنة .

### الخضروات

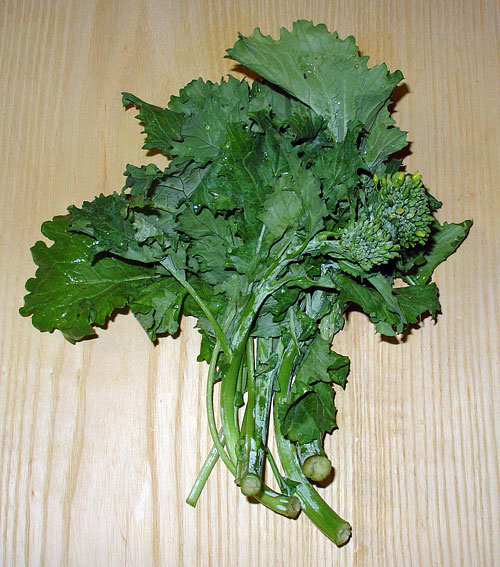
حزمة من friarielli ، خضار نموذجي من نابولى.

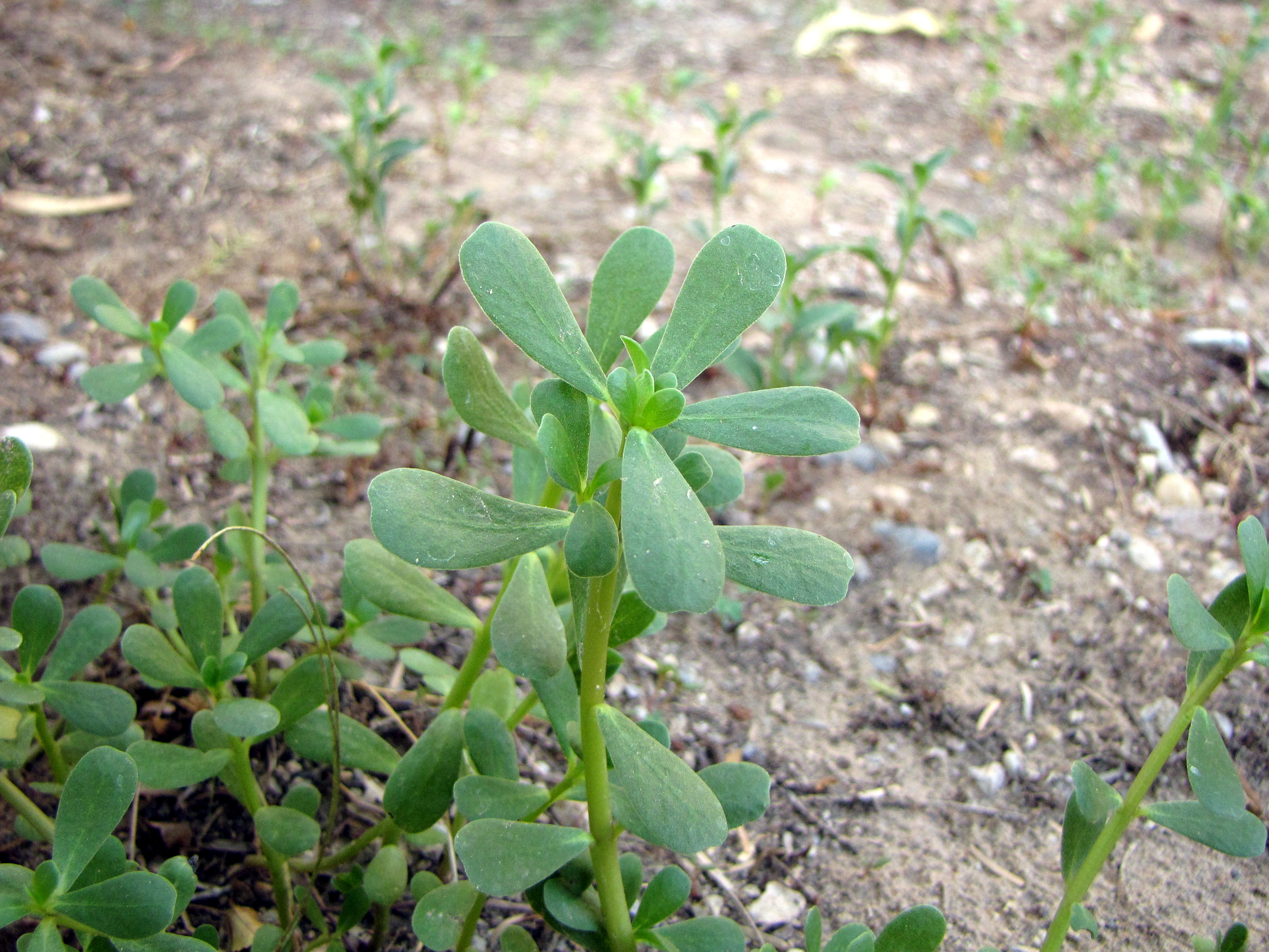
بقلة حمقاء نبات بري، كان في الماضى يتم بيعه بواسطة بائعي الخضروات مع جرجير كنوع من السلطة.

إن الأطباق المكونة من خضروات إقليم كامبانيا مثل الباذنجان بالبارميجانا والفلفل المحشو تعد حقاً أطباق رئيسة على المائدة . ومن أنواع الخضروات النموذجية يجب أن نذكر i friarielli ،la scarola liscia o riccia ، وأنواع مختلفة من الكرنب، و la verza و،le verdure da minestra و le puntarelle. وتنتشر جميع أنواع البقوليات بشكل كبير.
وتستخدم الكوسة على نطاق واسع : يتم تحضير ذات الحجم الأكبر بطريقة scapece اى يتم تحميرهم وتتبيلهم بالخل والنعناع.
ويمكن تحضير الزهور الذكرية للكوسة مقلية في العجين : وهي بدائل ممتازة لل i sciurilli وهي زهور القرع.و 
البراعم التي يتم تجميعها من نباتات الكوسة في أواخر الصيف يطلق عليهم talli بعد مرحلة الإنتاج وهي مكونات رائعة لإعداد حساء ممتاز أو يتم تحميرهم في المقلاة.
ومن أشهر أنواع الكوسة المنتشرة محلياً : la zucchetta di pergola و zucchetta del preteومذاقها رائع مع الباستا أو مع حساء الطماطم.
بالإضافة إلى الفلفل الطبيعى كبيرالحجم ذو اللونين الأحمر والأصفر، هناك الفلفل الأخضر الصغير حلو المذاق الذي يُقلى .ومن أجود أنواع الخرشوف هي مايسمى mammarelle وهي كبيرة، ومستديرة، وأوراقها الخارجية أرجوانية اللون.وهي مثالية لتناولها مسلوقة مع قطرات من زيت الزيتون والملح.
وتصحب السلطة العديد من الأطباق خاصة المأكولات البحرية. غالبا يستخدم الخس الذي يسمى l'incappucciata (وهو مشابه إلى ذلك النوع الذي يسمى جبل الجليد) وهو أكثر قرمشة ويتم مزجه بالجزر، والشمر، والجرجير- الذي كان يتم جمعه في الماضى من الحقول ويباع مع نبات أقل رقى وهو البقلة من قِبل الباعة الجائلين - ، والفجل الذي كان في الماضى طويلاً وأكثر حرارة، أصبح نادراً اليوم وحل محله بالكامل الأنواع المستديرة ذات المذاق الحلو.
وتبرز سلطة الطماطم في فصل الصيف . وهناك إضافات خاصة لهذه السلطة حيث يتم تتبيلها بالبصل والريحان أو المردقوش وزيت الزيتون مع إضافة القليل من الماء الذي يساعد على نقع هذه المكونات مع الطماطم وتكوين صوص يغمس به الخبز.
و يأتى الزيتون الأسود المستخدم في المطبخ النابوليتانى من مدينة جايتا في شمال نابولى التي كانت ذات يوم جزءًا من مملكة الصقليتين.

### الجبن ومنتجات الألبان

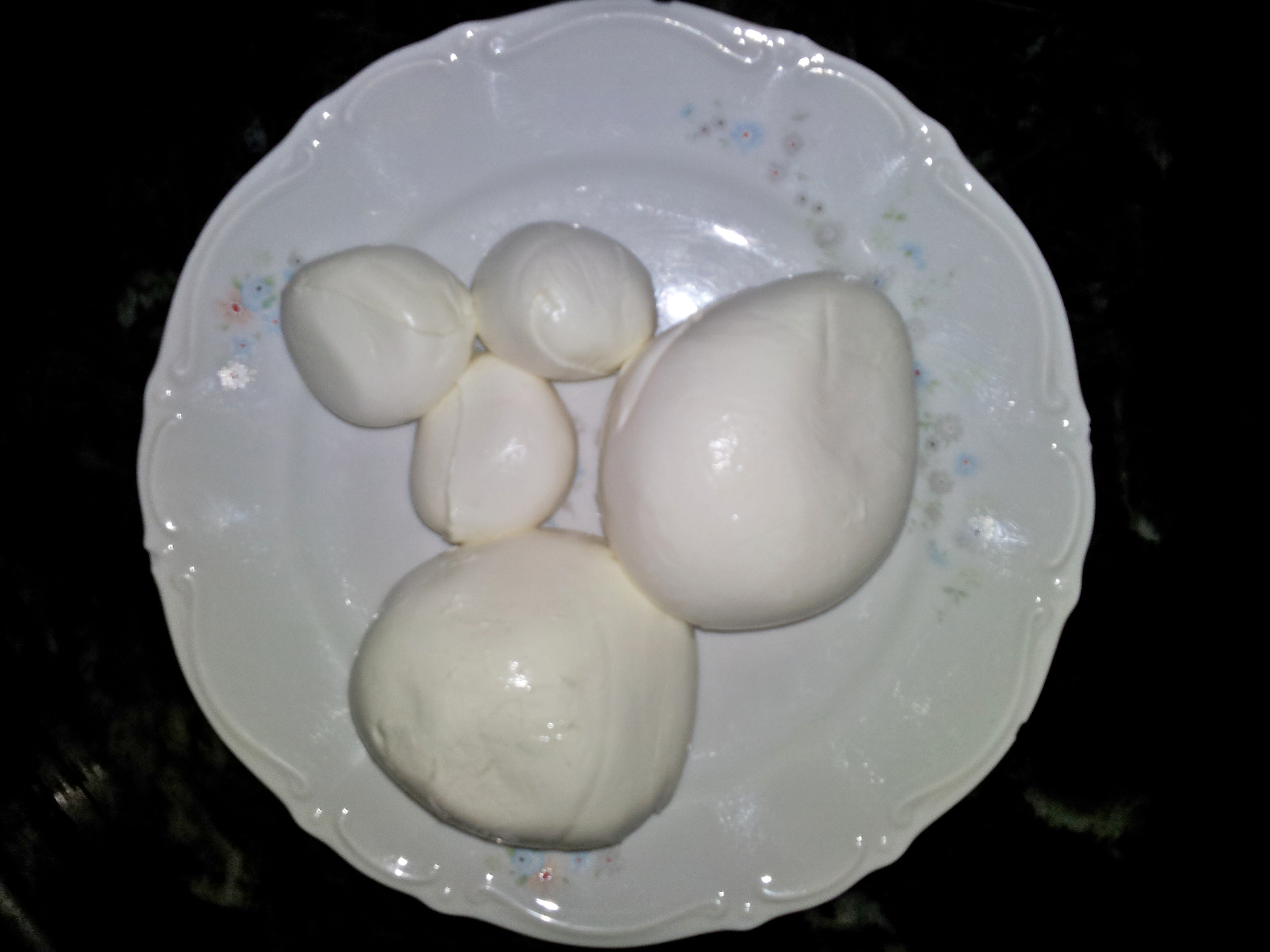
جبن الموتزاريلا الجاموسى وهي من أشهر منتجات الألبان في إقليم كامبانيا.

«سأعطيك نصف كيلو من الموتزاريلا التي يتم صنعها في مدينة أفيرسا، وهي طازجة جداً ! لللتأكد من جودتها : امسكها بإصبعين واضغط عليها، إذا ظهرت قطرات من اللبن عليها يمكنك شراؤها وإذا لم يظهراتركها»
(إنزو توركو في مشهد مع طوطوه في فيلم Miseria e nobiltà)
منتجات الألبان لها وجود هام في مطبخ نابولى وفي إقليم كامبانيا والذي تم توثيق قصته منذ العصور القديمة
ونذكر : وجود منتجات الألبان في [[pasta filata come fiordilatte ،[[provola،جبن الموتزاريلا.
ونخص بالذكر جبن الموتزاريلا الجاموسى الذي تم ذكره لأول مرة تحت اسم موتزاريلا عام 1570 من قِبل بارتيموليو سكابي ولكنها بالتأكيد لها أصول أكثر قدماً حيث في عام 1481 ظهرت تحت اسم mozza وهي مشتقة من الفعل mozzare ومعناها تقطيع الباستا المسطحة باستخدام اليد إلى موتزاريلا منفردة .وبالقياس مع كلمة la prova ولها دلالة مماثلة اشتقت الاسم la provola. 
ومن أشهرأنواع الجبن ومنتجات الألبان المستخدمة في مطبخ نابولى وكامبانيا:
-la ricotta di fuscella ، طازجة جداً وخفيفة ويتم بيعها قديماً سلال خضروات.
-La ricotta fresca، وتستخدم وحدها أو كمقبلات (مثل على الباستا بصوص الراجو).
-La ricotta salata، وهي تظهر في مواسم معينة وعادة تكون في عيد الفصح.
-La caciottella fresca della penisola sorrentina، لها مذاق رائع وراقى جداً.
-la mozzarella di bufala campana، وهي واسعة الانتشار خاصة في منطقة أفيرسا وفي سهل سيلى.
-I bocconcini alla panna di bufala , o burrielli، وهي موزاريلا يتم حفظها في جرة فخارية ويتم غمرها في القشطة واللبن .
-Le scamorze، ويكون أبيض أو مدخن .
-Il fiordilatte، ويتم تحضيرها مع اللبن البقرى ويوجد أجود إنتاج له في منطقة اجيرولا.
-La provola affumicata، وهي جبنة موتزاريلا مدخنة بمذاق القش الرطب ولونها بنى من الخارج وأصفر من الداخل ويكون مذاقها مركز .
-Il burrini di Sorrento ، وهي صغيرة مشتقة من قلب الزبدة .
-I bebè, i provoloni e i caciocavalli di varia stagionatura

### الأسماك والمأكولات البحرية

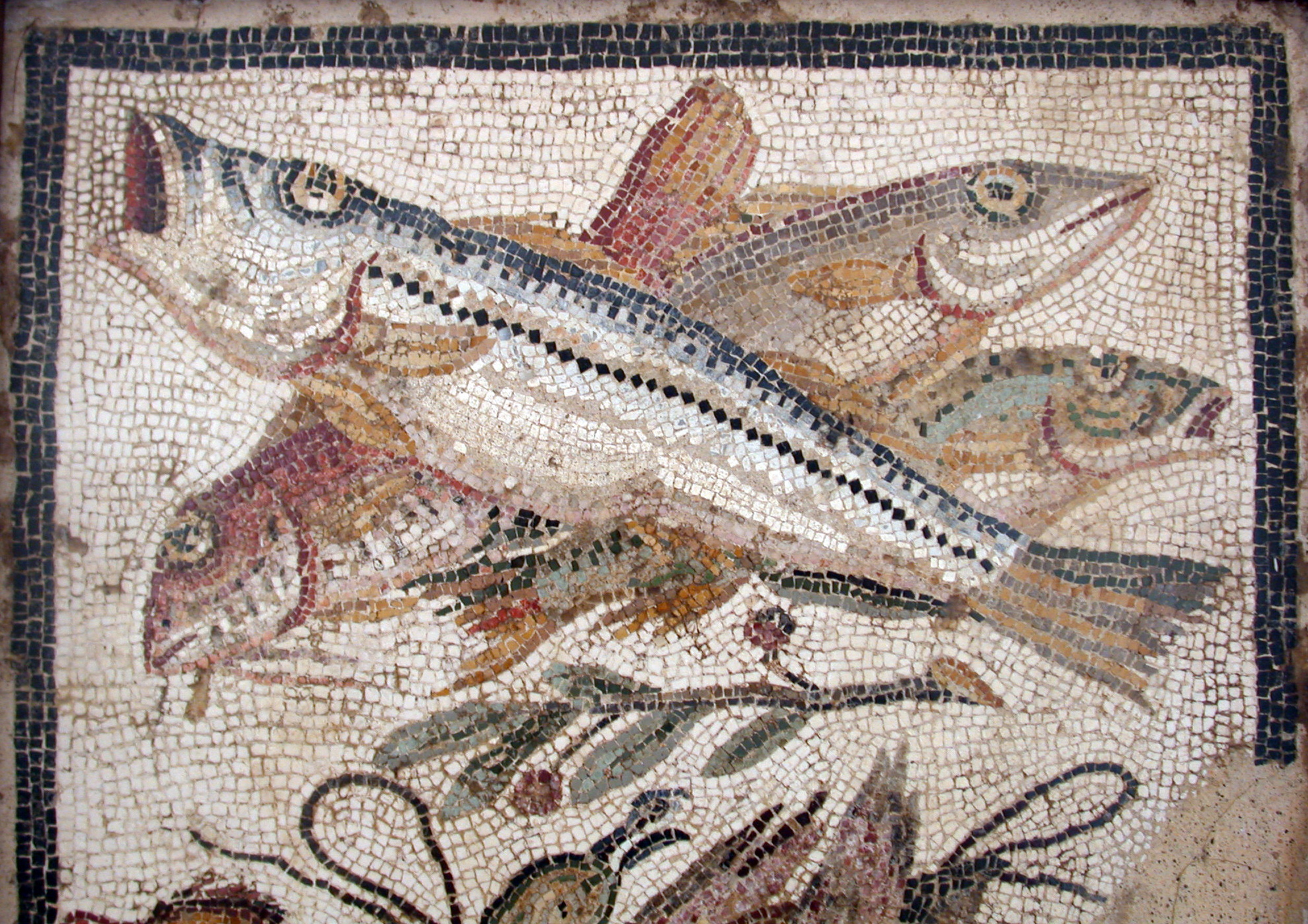
أسماك من الفسيفساءمن بومبي. المكان:متحف نابولي الوطني للآثار.

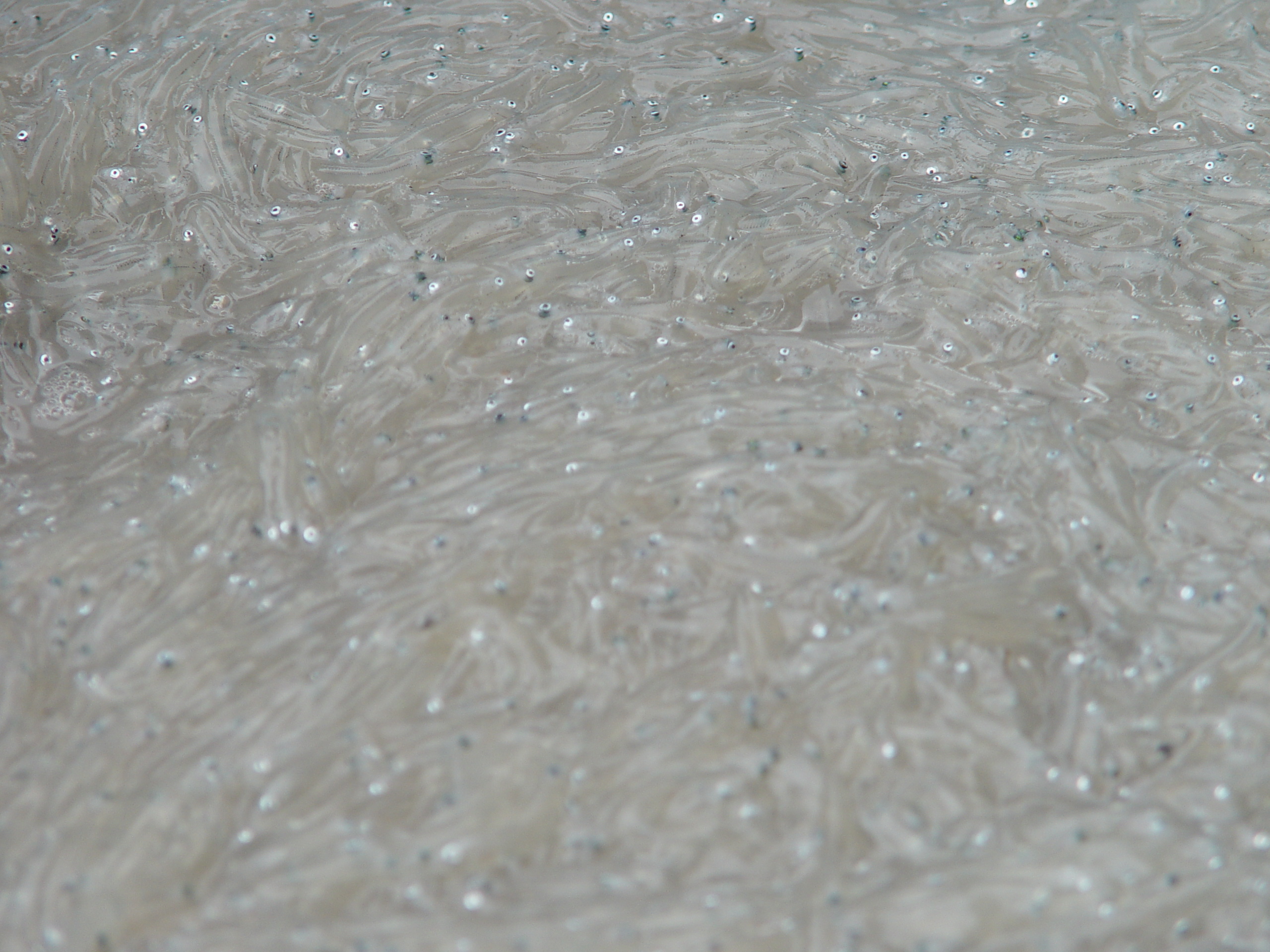
سمك التشيتشينيللى ، يعد واحداً من المأكولات البحرية في نابولى.

توجد كل اسماك البحر المتوسط في مطابخ نابولى بشكل وفير.كما تعد الاسماك قليلة القيمة وزهيدة الثمن محل تقدير وخاصة الانشوجة والسمك الأزرق بشكل عام.كما يعد السمك شيئا عظيما للحساء: كاسماك الشكورفو، والتراتشينى والكووتشى وكذلك الاسماك كبيرة الحجم والمتوسطة، كالقاروص والدنيس البحر، التي تباع الآن من تربية الاسماك، أو كالدينتشى (نوع من السمك الممتاز) اوالدنيس والبيتزونى .و حتى قطع الاسماك الصغيرة تستخدم:
•سمك التشيتشينيللى: صغار السمك الأزرق، وهي صغيرة جدا وشفافة، تطهى مسلوقة أو مقلية مع الخلطة.
• اسماك الفرافالى: يصل طولها لبضعة سنتيمترات، وغالبا ما تكون من سمك التريليا اوالريتوننى، وتمرر في الدقيق ثم تقلى بسرعة.
ادى النضوب التدريجى للثروة السمكية في البحر المتوسط وما ترتب عليه من فرض قيود على عمليات الصيد نتيجة لبعض الاحداث إلى عدم قابلية هذه الانواع من الاسماك للتداول، في حين لا تزاسماك التشيتشينيللى تباع ولكن في نطاق الشروط المفروضة على الصيد.
و تعد اسماك القد، المستوردة من بحار شمال أوروبا، واحدة من المكونات التقليدية في مطابخ نابولى؛ وتطهى مقلية أو مع البطاطا والطماطم.
كما يكثر في مطابخ نابولى استخدام رأسيات الارجل (كالاخطبوط والحبار والمحار) وكذلك القشريات.ولا تزال فواكه البحر كبلح البحر، والمحار الشائك، والتاراتوفى، والكوكل، والمحار، والسكونشيلى ماروتسيللى، تطهى اليوم نيئة في بعض الاحيان بعكس ما كانت عليه قبل بضعة عقود.جدير بالذكر أيضا مفهوم الحلزون البحرى، وهنا لا ينبغى الخلط بينه وبين الحلزون الفلبينى، وعادة ما يسمى بالصحيح في أسواق شمال إيطاليا، واللوبينو.
و قد استنكر أيضا استهلاك بلح البحر، الذي منع صيده بموجب القانون منذ عام 1998, حيث يستوجب صيده تدمير الاشرطة الساحلية المكونة من الحجر الجير، وخاصة في شبه جزيرة سورينتو.

### اللحوم
لم تستخدم اللحوم بكثرة في مطابخ نابولى حيث كانت من المكونات النادرة لدى الفقراء؛ وبالتالى فلن نجد في الوصفات التقليدية مكونات كضلوع العجول أو الخراف، أو اللحم المفروم، أو شرائح اللحم؛ وكذلك فربما كان تقطيع اللحم مخيبا للامال بالنسبة لمعايير شمال ووسط إيطاليا.و قد كانت عظام الترقوة، اى الاضلاع السمينة، هي الجزء المفضل في لحم الخنزير، وعادة ما كانت تطهى مع الصلصة.و بالنسبة للنقانق فقد كانت تعد في نابولى مع اللحم المقطع بطريقة خشنة., كما اعدت نقانق أخرى متنوعة كاللحوم المجففة وهي أرق من النقانق العادية.
تنتشر أيضا في مطابخ نابولى أنواع مختلفة من المعلاق وامعاء الماشية مثل كبد الخنزير الملفوف في قطعة من الدهن التقليدى وورق الغار، والامعاء، والكمثرى والموسو التقليدية، وشوربة السوفريتتو الحارة، اتى تستخدم في تتبيل المكرونة أو كصلصة للفريزيللى.
و من بين منتجات لحم الخنزير يجب الا ننسى لحم الخنزير الخدش الذي يصنع بواسطة الضغط على الانسجة الأكثر سماكة التي يستخرج منها الدهن الذي اعتاد استخدامه في الماضى على نطاق واسع كبديل لزيت الزيتون، ولكنه كان أكثر تكلفة، كما كانت تشترى بكميات صغيرة للغاية كالديسيلتر.

### اللحوم المجففة
(السلامى)
تحتوى مطابخ نابولى على أنواع محدودة من اللحوم المجففة بالإضافة إلى سلامى نابولى الشهيرالتى يتم فيه قطع اللحم والدهون إلى قطع كبيرة إلى حد مايشيع فيه أيضا استخدام لحم الرقبة، التي عادة ما تعد في عيد الفصح، والشيكولى التي تستخدم مجففة أو طازجة، وتستخدم هده الاخيرة في صنع الحساء.و من الساندويتشات التقليدية في نابولى هي ساندوتشات الجبن والفلفل والممزوجة مع دهن الخنزير.

### الخبز
اختفى الآن خبز «البؤساء», وهو خبز رقيق مصنوع من دقيق الخميرة ونوع معين من العجين، واصبح الخبز لاكثر استخداما هو «الخبز الريفى» الذي يخمر بطريقة طبيعية ويخبز على أنواع مختلفة من الخشب.و ينتشر أيضا العيش الفرنسى ولكنه يكون أقصر أو أكبر قليلا، والكعك، وهو عبارة عن خبز صغير مستدير، واخيرا هناك الفيرزيللا، وهي عبارة عن Sٍبسكويت رقيق ومستدير متبل بالزيت والزيتون والطماطم وغيرها.

## الأطباق الأولى
تشتمل مطابخ نابولى على مجموعة كبيرة ومتنوعة من الاطباق الأولى البسيطة منها، كالمكرونة بصلصة الطماطم مع الريحان أو وجبة الزيت والثوم، أو المعقدة كصلصة مرق اللحم التي توضع فوق المكرونة، والتي قد يتطلب اعدادها، كما في الطريقة التقليدية، من خمس إلى ست ساعات .
و تقوم هذه الاطباق على بعض التقاليد التي غالبا ما ترتبط وتتأثر ببعض الاحداث.فمطبخ الفقراء مثلا يعتمد على المنتجات الزراعية، في حين يكتظ المطبخ التقليدى الشعبى بالمأكولات البحرية والاسماك، وهي اطباق تتلائم مع بيئة نابولى المطلة على بحار وفيرة الاسماك.و بالنسبة لاطباق الطبقة الأكثر ثراء في المجتمع فتتكون من جميع أنواع اللحوم والبيض ومنتجات الالبان المعدة بطرق متقنة.

### أولى الأطباق البسيطة أو أطباق الفقراء الأولى

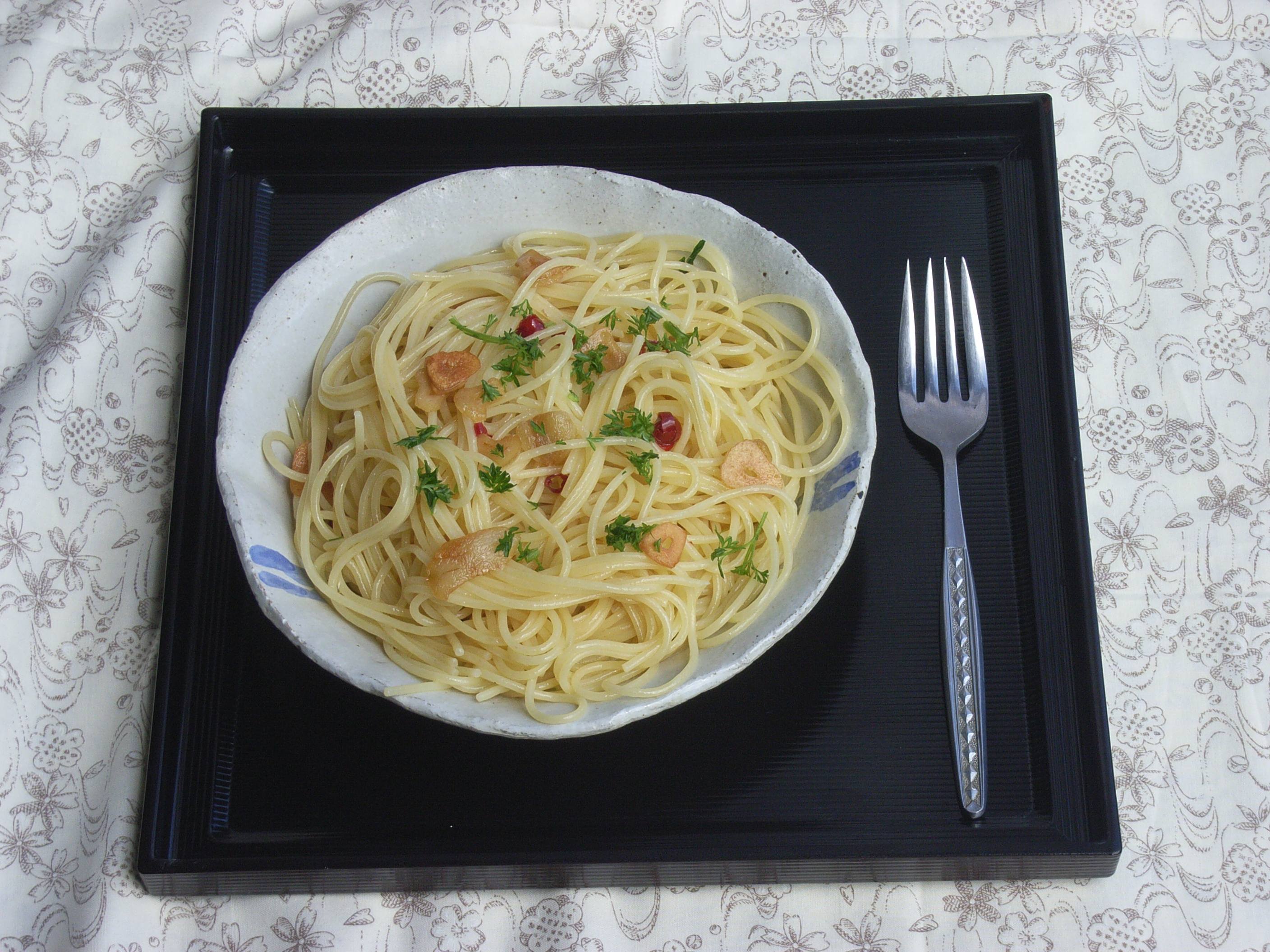
الاسباغيتي مع الثوم والزيت والفلفل، هي واحدة من أبسط وصفات نابولي.

ومن بين الأطعمة الغذائية الأكثر فقرا هم : الفرزيللا، خبز توست، الذي يعد أساس الأكلة، الجاف وسهل الحفظ، يتم تتبيلتهم بالطماطم الطازجة والثوم والزيت الزيتون والزعتر والريحان.
كما يوجد طبق نموذجي آخر من السباغيتي مع الثوم والزيت الزيتون، المتبلة غالبا بالفلفل. يرتبط غالبا المطبخ الأكثر بساطة بالبقوليات. فمن المعجنات البقولية الأكثر شهرة هم : البستا واللوبيا، المتبلة بجلد الخزير، البستا والحمص، البستا وعدس الماء، والبستا والبازلاء. إن استخدام الشيكركيا الآن نادرا جدا.
في صورة مماثلة للبقوليات يتم إعداد البستا والبطاطا، والبستا والكرنب، والبستا والكوسة. تكمن طريقة الطبخ المألوفة في التتبيل (مثل : القلي على النار الهادئة في زيت الزيتون ثم نضع اللوبيا المسلوقة أو تشويح البصل والكرفس وإضافة البطاطا المقطعة مكعبات، ثم إضافة المياه مما يؤدي إلى عملية الغليان والتمليح، ثم إضافة البستا الجافة. 
بعد أن تخلط البستا بالتوابل، تحفظ بالنشأ، كما يتم فقدان البستا إذا تم طبخ جزء منها . هذه الطريقة تجعل صوص البستا أكثر كرموزينا وهذا يعارض العادة النابولية التي تفضل إعداد الأطباق بطريقة أكثر برودوذا، للوصول في النهاية إلى نضوج البستا جزئيا. من أجل طبق بسيط ولكن أكثر غذاء، يمكن تتبيل البستا ببساطة ببيض مضروب وجبنة، كما تسمى بستا بالبيض .

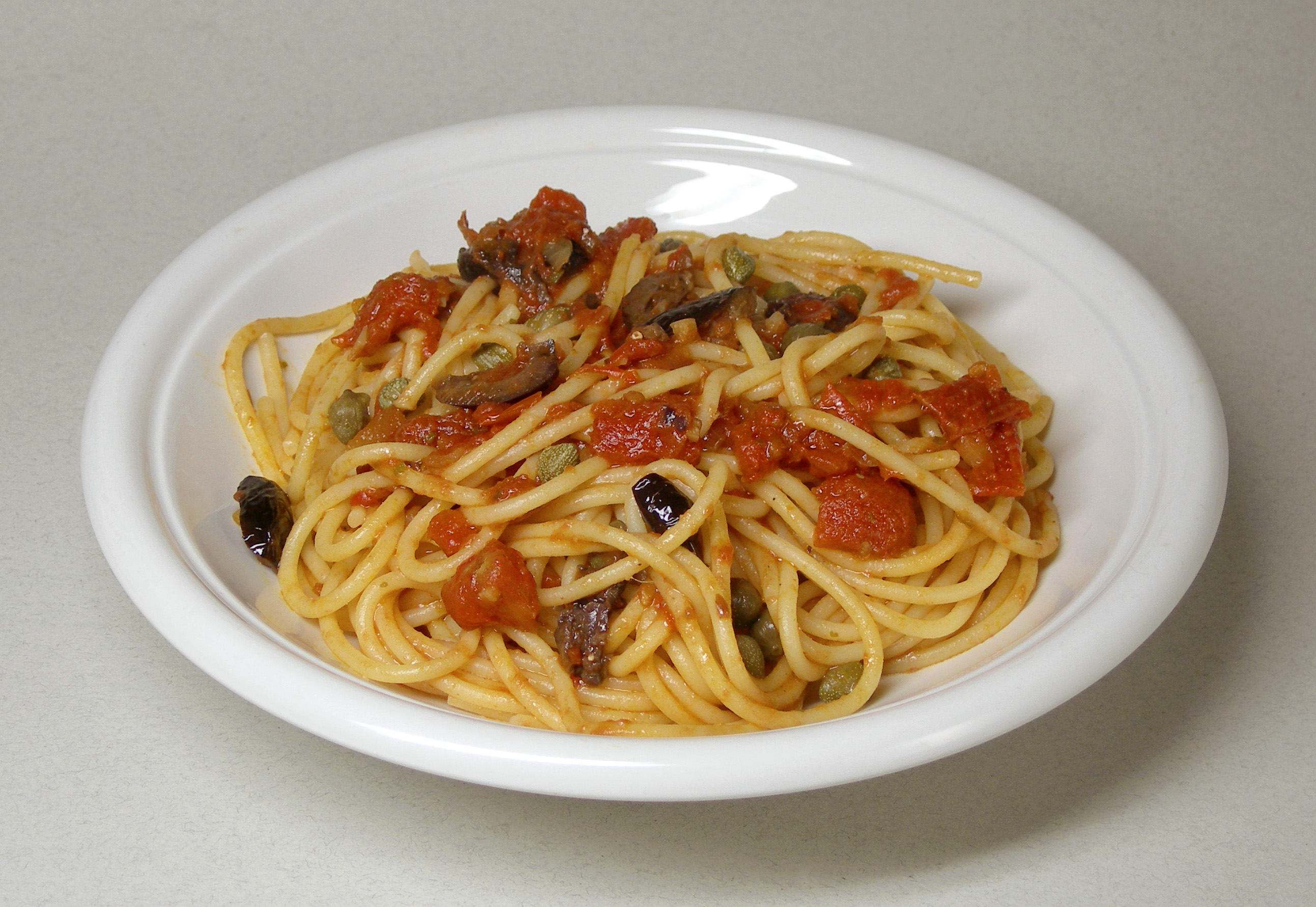
طبق من الباستا بوتانيسكا.

سباجيتي البوتتانيسكا: عند تتبيل المكرونة السباغيتي بصوص الطماطم وزيت زيتو الجايتو والقبار تسمى سباغيتي البوتتانيسكا.
تعد وصفة الفنتازيوزا وصفة مصممة للموائد اللأكثر فقرا دون فواكه البحر المكلفة : وهو سباغيتي متبلة بصوص الطماطم مع الثوم وزيت والبقدونس، ولقد تم تسميتهم معا باسم سباغيتي المحار فوجوتيه، حيث أن المحار يعرض فقط في خيال المعزومين، فهو في الحقيقة يعطي المنشأ للسباغيتي بالثوم والزيت.
السكارباريللو : هو صوص بسيط، تتبل به المكرونة وأساس تكوينه هو الطماطم والجبنة..

### المكرونة المحمرة
يمكن إعداد المكرونة المقلية مع بقية البستا سواء كانت سادة أم متبلة بصوص الطماطم.
تخلط البستا بالبيض المضروب والجبنة. كما يمكن إغناء هذه الوجبة بمكونات متنوعة .
بعض النماذج المقلده الحديثة يريدون أن يكون الحشو من تلك المكونات مثل لحم الخنزير، وجبن موزاريلا الطازجة أو بروفولوني.
كانت تطبخ، سابقا، في المقلاة، ولكن اليوم من يضعها في الفرن لتقليل مقدار الدهون. إذا تم إعداد هذا الطبق جيداو كان متماسكا، يمكن أن يقطع قطع صغيرة، ليكون سهل التحرك به أثناء النزهات الخارجية أو على الشاطئ. من عجة البيض المكرونة وهناك أيضا نسخة مصغرة، تسمى أمليت، ويتم إعدادها من البشاميل، واللحم المفروم والبازلاء وجبنة الموزاريلا، ثم يقلى هذا الأمليت .

### أولى الأطباق الغنية

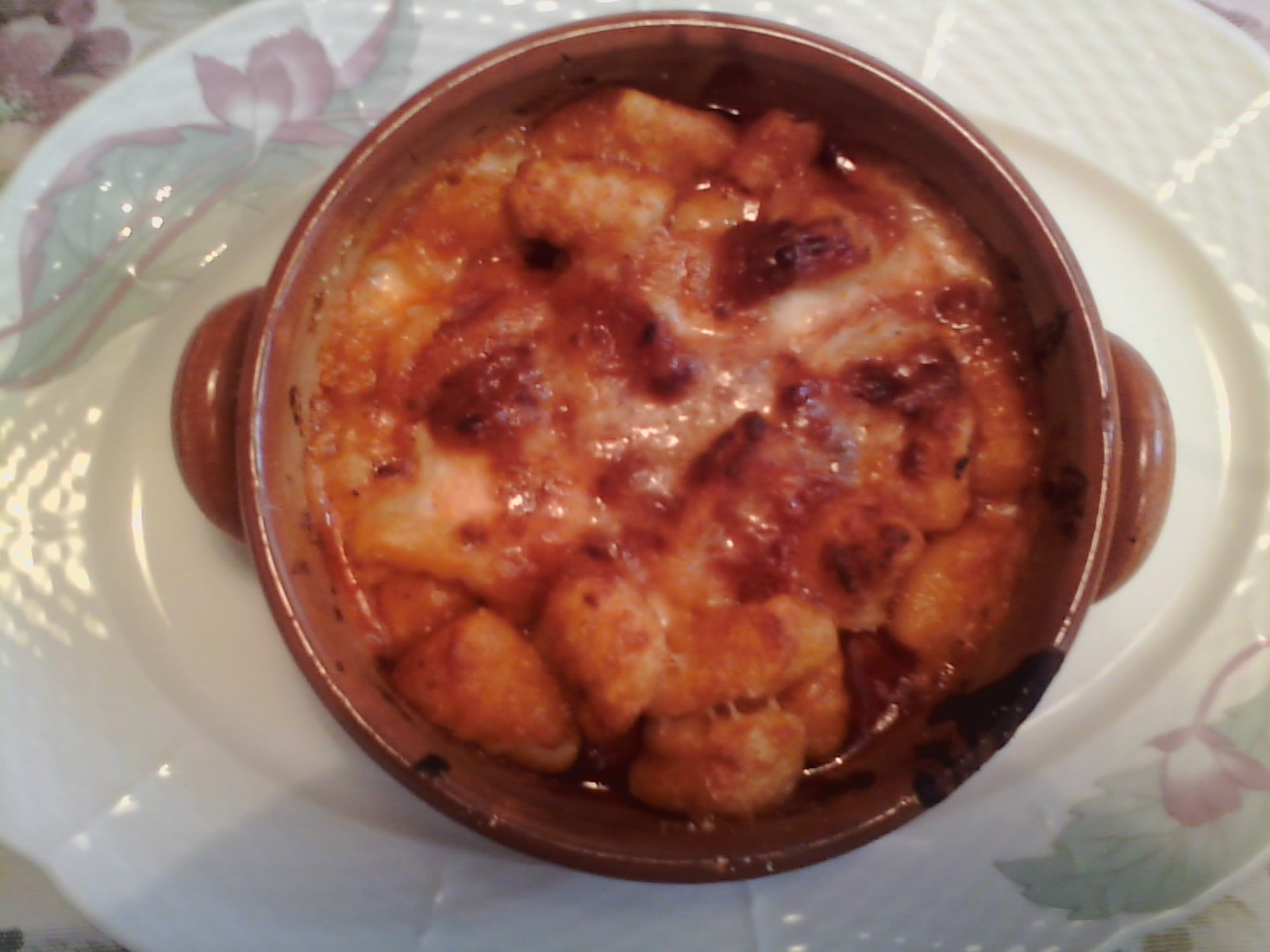
Gnocchi alla sorrentina

يستخدم المطبخ الأرسطوقراطي البستا لإعدادات الراقية، مثل، التيمبالي والتي الآن يقل استخدامها كل يوم.
يعد السارتو بالأرز من التيماللو، حيث يمتلئ الأرز من كبد الفراخ، لحم مقدد، كباب، جبنة فيورديلاته أو جبنة بروفولا، البسلاء، والمشروم، كما يوضع فوقه مرقة اللحم أو البشاميل الأبيض من بين الأطباق الغنية، كما أنها مألوفة الاستخدام، حيث توجد البستا المتبلة بأنواع مختلفة من الصوص مثل :
-البولونيا، سميت هكذا لأنها مستوحاه من صلصة إميليا، ويتم إعدادها من الجزر المفروم والكرفس والبصل واللحم المفروم والطماطم.
- يتم إعداد الجينوفيز، الذي لا علاقة له مع الجينوفا، من صوص اللحمة مع الكثير من البصل المحمص ونكهات الأخرى.
-والصقلية مستوحاه من صقلية، يتم إعدادها من الباذنجان وجبن موزاريلا والطماطم، ويتم الانتهاء من الطهي في الفرن من أجل جعل سطحها مقمر.
أما الصوص، فقد كان سابقا يتبل بالتزيتي، والمكرونة الطويلة المجوفة، التي يتم كسرها باليد قبل الطهي. يتم استخدام الصوص أيضا، مع جبنة الفيورديلاته، لكي تتبل نوكى السورينتينا، والتي كانت يتم إدخلها سابقا في الفرن في وعاء نموذجي من الفخار.

### أولى أطباق السمك

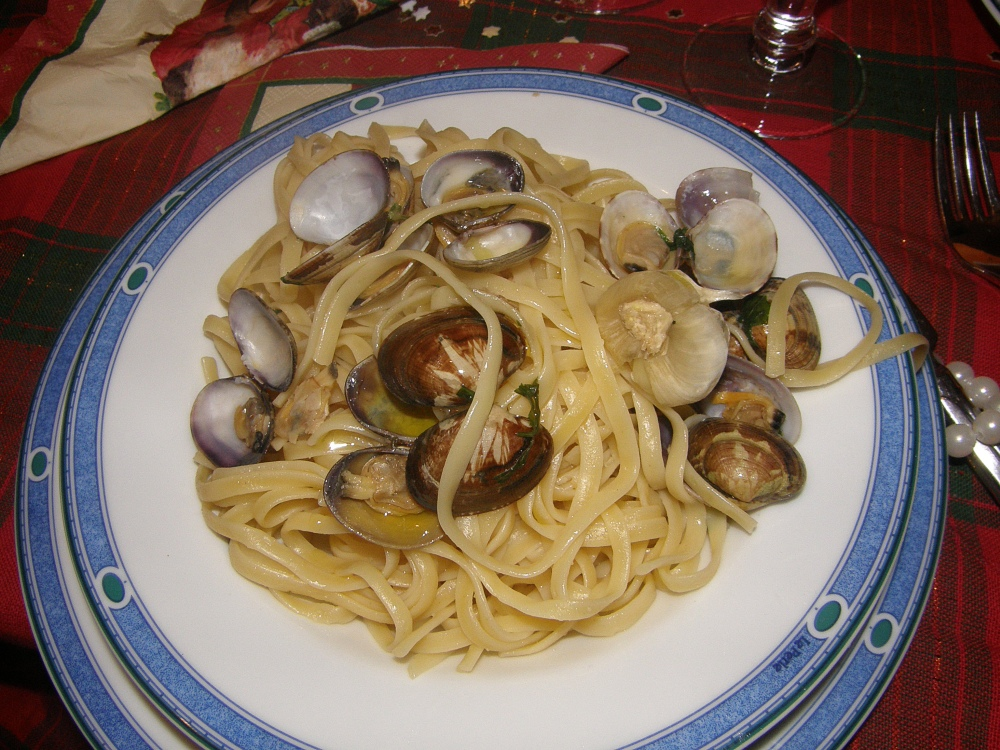
Gli spaghetti alle vongole وهو الطبق الأول الأكثر شهرة في المأكولات البحرية.

مكرونة مع البطلينوس هي طبق الأول للمأكولات البحرية الأكثر شعبية. 
تتم مطابقة السباغيتي، ينجويني وباككيري بشكل جيد للغاية مع المأكولات البحرية والأسماك ومن هنا أصبحت من الأطباق النموذجية من الغداء مهم (كالزواج، على وجه الخصوص).

و من الأطباق الأكثر شيوعا هم: 
•	مكرونة مع المحار أو المأكولات البحرية (مع المحار، وبلح البحر، الكوكل، تاراتوفي)
•	الباككاري مع حساء السمك مع، سمكة الصخر، 
•	كووكتشي، النساجين وأنواع الأسماك الأخرى
•	المكرونة مع الحبار (بالشعبي كلماراتا) 
•	 مطبوخ مع دفقة من النبيذ الأبيض
ولكن هناك الكثير من الاختلافات الأخرى، مثل السباغيتي مع صوص في سمك النازلي الأبيض. 
يمكن قرن البقوليات والتي هي أساس المطبخ الفقير مع المأكولات البحرية، وذلك يوجد، على سبيل المثال، المكرونة والفاصوليا مع بلح البحر، أو متغيرات أكثر حداثة مثل الكوسا والمحار أو بلح البحر، ولكن في نهاية المطاف بفقدان أي دلالة التقليدية.

## أطباق الأرز
وبالإضافة إلى طبق sartù di riso السابق ذكره في المطبخ الفقير جداً، يتم عادةً إعداد الأرز مع الملفوف بنكهة جبنة البارميجانا التي تذوب خلال الطهى، ومع السمك يوجد il risotto alla pescatora والتي يتم تحضيرها مع مختلف أنواع المحار (البطلينوس، نباتات الترمس، الأخطبوط، الحبار والكاليمارى) والجمبرى، ومع مرقة مصنوعة من قشر الجمبرى وصدفه. وينتشر أيضاً في نابولى gli arancini ويُطلق عليه palle 'e riso وهي من الأكلات التقليدية في التراث الصقلى .

## البيتزا

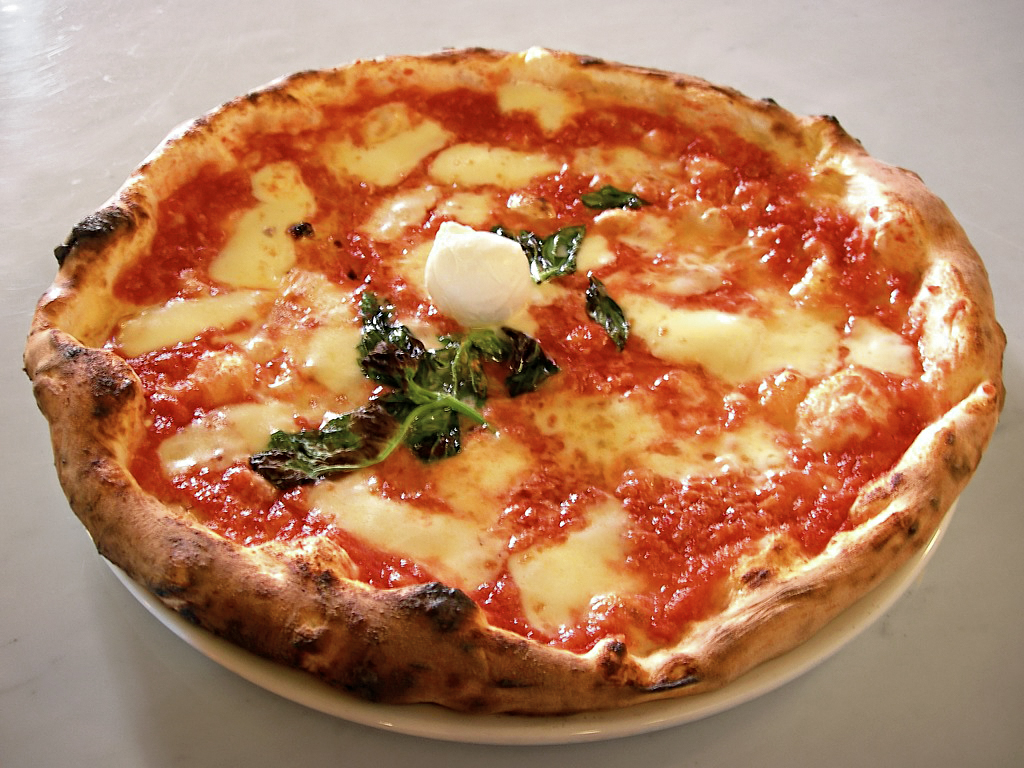
بيتزا مارغريتا تم صنعها تكريماً لمرغيريتا ملكة إيطاليا في عام1889 من قِبل صانع البيتزا رفايالى إسبوزيتو.

«يجب أن تؤكل بيتزا نابولى على الفور، وهي طازجة، في نفس المكان الذي تُنتج فيه حيث أنها عندما تُؤكل البيتزا الجاهزة التي تُوصل إلى البيوت أو في أماكن غير المخصصة لها، فإنها تفقد علامتها المميزة .»
ربما تكون البيتزا هي المنتج الأكثر شهرة بين المأكولات الإيطالية في العالم، فجذورها قديمة ويرجع تاريخها على الأقل إلى العصر الرومانى ‘ فعندما انتشرت أنواع مختلفة من عجين القمح التي ورد ذكرها في بعض أعمال فيرجيل ، وربما الاسم مستمد من التصريف الثالث للفعل pinsere، والذي يعنى السحق أو العجن. وإن البيتزا الصحيحة تُغطى بصلصلة الطماطم، ويعود تاريخ البيتزا إلى ما لا يقل عن قرنين من الزمان، وسرعان ما أصبحت مشهورة وشعبية بين الفقراء وبين النبلاءفى نابولى، بما فيهم الملك بربون. وقد غزا نجاح البيتزا أيضًا حكام بيدمونت، لدرجة أن الملكة مارغريت من سافوى في عام 1889 طلبت من صانع البيتزا رافاييل اسبوزيتو أن يصنع لها بيتزا مخصوصة وهي «بيتزا مارغريتا» والتي تمثل علم من ثلاثة ألوان جديدة وهي الأبيض من الموزاريلا والأحمر من الطمطاطم ، والأخضر من الريحان. 
و بالرغم من ذلك؛ فإن البيتزا التي يُطلق عليها اسم بيتزا مارغريتا اليوم كان قد تم إعدادها بالفعل من أجل ملكة سافوى. ولقد أعطى فرانشيسكو دى بوشار بالفعل في عام 1866 وصفًا لأنواع البيتزا الرئيسة التي تُسمى اليوم مارينارا ومارغريتا وكالزونى : " تُقدَم البيتزا العادية مع الثوم والزيتون، ولتتبيل الزيت يُستخدم الملح والزعتر والمفروم والثوم والقرنفل وذلك يُضاف بدقة متناهية . وتوجد أنواع أخرى من البيتزا يتم تغطيتها بالجبن المبشور مع بعض اللحم وشحم الخنزير وبعد ذلك تُوضع بضع أوراق من الريحان. وأحيانًا أخرى يتم استخدام شرائح من لحم الخنزير، والطماطم والبطلينوس، إلخ..
وعند طى العجين على نفسه يشكل ما يسمى بالكالزونى ." 
و يحتاج طبخ البيتزا إلى فرن يعتمد على الخشب المحروق الذي من الممكن أن تصل درجات الحرارة فيه إلى درجات عالية ما بين 450 و 485 درجة مئوية، ولذلك فإن البيتزا التي تُصنع في المنزل باستخدام الأفران الكهربائية تفشل في تحقيق نفس نكهة البيتزا الفريدة من نوعها بيتزا نابولى الحقيقية. 
وإن الطريقة التقليدية لأكل البيتزا، هي شرائها وأكلها في الشارع، وفي المركز التاريخى توجد بعض مطاعم البيتزا التي لا تزال تبيع البيتزا على شكل كتيب أو محفظة فهى أصغر حتى من أن تُؤكل على طاولة حيث تكون مطوية إلى أربع طيات فوق بعض وتُلف في ورق خبز، وتكلفة تلك البيتزا منخفضة جدًا. ولقد قدم هذه البيتزا الشهيرة بيل كلينتون ، في نابولى من أجل اجتماع محموعة السبع دول G7، في 1994و تم تذوق مثل هذه البيتزا في مطعم للبيتزا شهير في شارع تريبونالى.
وتستخدم عجينة مماثلة لعجين البيتزا ولكن أخف وزنًا لصنع معجنات وشرائح عجين مقلية. ويباع في مطاعم البيتزا المقلية أحيانًا البيتزا المقلية أو الكالزونى المحشو المقلى في الزيت بدلًا من أن يخبز في الفرن.

## الأطباق الثانية من البحر
و من بين وصفات الأسماك، الأخطبوط لوتسيانا، كما يُسمى في قرية شعبية في سانت لوسيا والتي جاء منها ويُطهى مع الفلفل الحار والطماطم. ويُعد الأخطبوط ببساطة عن الطريق سلقه، أو عمله سلطة ويُتبل بزيت الزيتون والليمون والبقدونس والزيتون الأخضر. وفي وصفة أكثر غنى يمكن إعداد سلطة فواكه البحر بإضافة الأخطبوط والسيبيا والكاليمارى والروبيان لها.
وغالبًا ما تعد الأسماك متوسطة الحجم في المياه المغلية، أي مع الطماطم والبقدونس، وتلك تكون أكبر حجمًا حتى من الأسماك المشوية ، ويرافقها في المناسبات، الجمبرى وجراد البحر.
و يتم إعداد بلح البحر بطرق مختلفة بما في ذلك المسلوق مع الفلفل، والمتبل مع بضع قطرات من عصير الليمون، حيث يُقدم بلح البحر وحده على العشاء. وغالبًا ما يتم إعداد المحار وغيره من المأكولات البحرية سوتيه ، ومقلية مع الثوم وزيت الزيتون والبقدونشس المفروم وغالبًا ما تُقدم محمصة، أو تُعد على طريقة غرتن ، محشوة ومفتوحة وتوضع مع فتات الخبز في الفرن.
وكثيرًا ما تستخدم أرخص الأسماك، أساسًا الأنشوجة، في صنع وصفات لذيذة، ومن بينها: 
الأنشوجة الذهبية المقلية، والمخلية من العظام وتوضع في الدقيق والبيض قبل القلى.
الأنشوجة المنقوعة في عصير الليمون أو الخل.
طاجن الأنشوجة، المخلية من العظام والمطهوة سريعًا في المقلاة مع الثوم وزيت الزيتون والزعتر والمتبلة بعصير الليمون أو الخل.
وتُعد الأسماك الصغيرة مسلوقة أو مقلية بخليط خفيف ، كما أنه يُطهى مع عشب البحر. وعادة ما يُعد السمك المقلى مع سمك الرنجة والسمك البورى وسمك موسى الصغير ، ولكن قد يكون هناك أنواع أخرى من الأسماك في الطوائف الصغيرة مثل الأنشوجة والماتزونى. ويجب أن تؤكل فوكه البحر ساخنة (مطاعم الأسماك، يُقال أنها في نابولى). , إن إناء الروبيان الصغير، الطازج الذي لا يزال على قيد الحياة ويقفز، يُقلى بسرعة دون أن يُقلب في الدقيق، كما هو الحال في قارب الصيد.

## الأطباق الثانية من اللحوم
إن أطباق اللحوم في نابولى لا تختلف كثيرًا، يمكن تذوق لحم الماعز والضأن مع البازلاء والبطاطا في الفرن، وخصوصًا في عيد الفصح «القيامة»، واحسن طريقة لطبخ الأرنب هي في طاجن، وطاجن الدجاج مع الطماطم، والنقانق المقلية أو السجق الذي يُقلى في مقلاة عادية، وترافقه أطباق جانبية من الخضروات وخاصة البروكلى أو البطاطا المقلية. وإن عادة ما تستخدم أضلع لحم الخنزير باعتبارها طبق رئيسى بعد أن يتم طهيها في الصلصة ، والتي تستخدم لتنكيه المعكرونة وترافقها الأضلاع أو تكون مصاحبة لها شرائح اللحم، وتُسمى بالقوائم في نابولى، والتي تتكون من شرائح رقيقة من لحم العجل الملفوفة والمحشوة بالثوم والبقدونس والزبيب والصنوبر والجوز والمنكهات الأخرى، ويُلف عليها خيط مثل خيوط الحياكة العادية، واليوم يتم غلقها بالأعواد الصغيرة.
و توجد طريقة نموذجية لطهى شرائح لحم العجل مع صلصلة الطماطم ، أي مع الطماطم والثوم والزعتر. ولقد ذُكرت بالفعل أطباق أخرى لطهى اللحوم في هذا المقطع مع المكونات.

## أطباق الخضروات

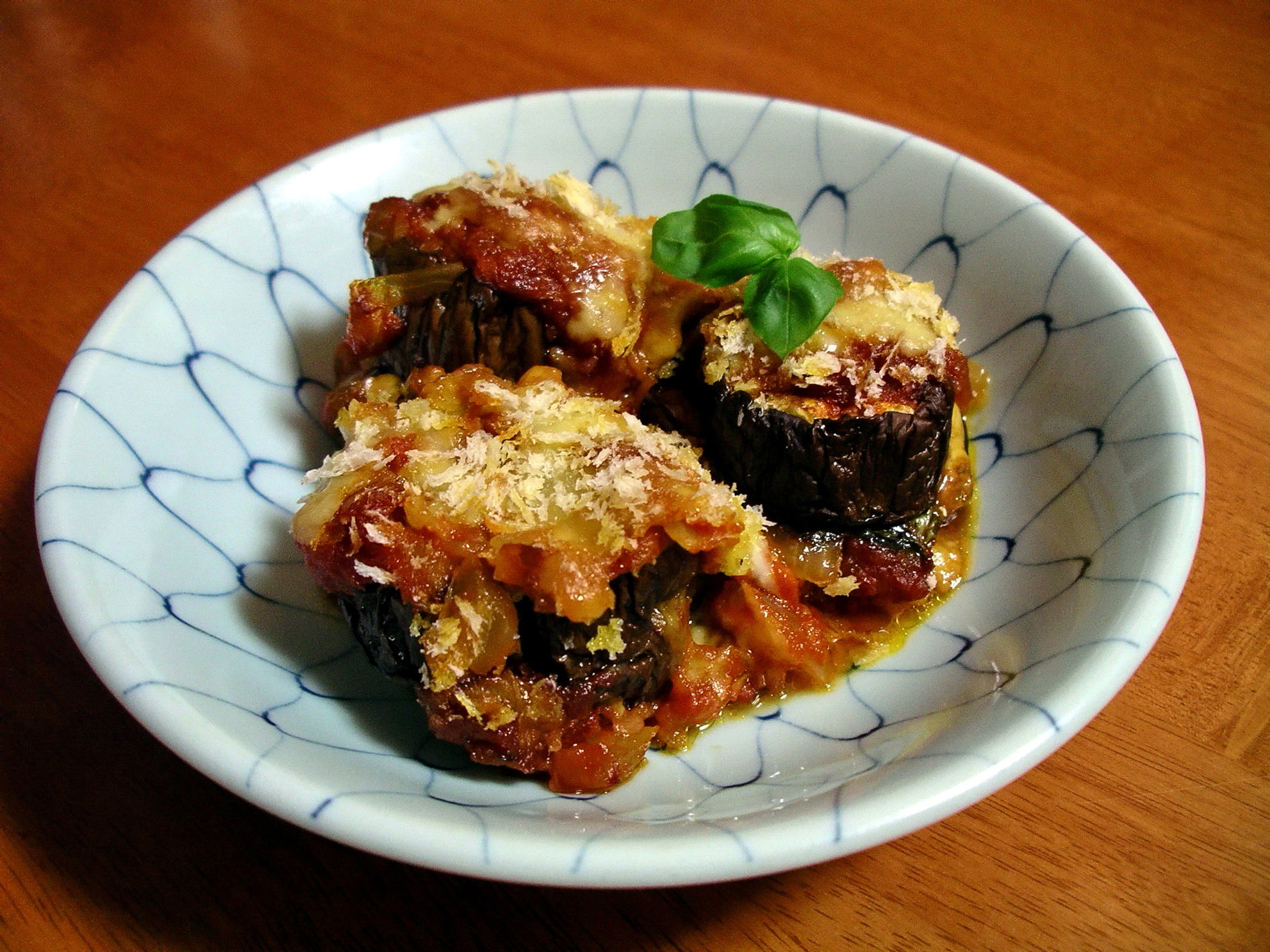
طبق من parmigiana di melanzane.

هي الحساء التقليدى من الخضروات والبقوليات مثل حساء الاسكارول واللوبيا والتي يتم تحضيرها ب i fagioli cannellini أو spollichini . مثل i fagioli alla maruzzara مع الطماطم والثوم والكرفس والتوابل والفلفل الحار أو la natalizia minestra maritata .
وأحياناً تحول أطباق الخضروات المكونات البسيطة إلى أطباق غنية وراقية مثل :
-la parmigiana di melanzane يتم تحضيرها من شرائح الباذنجان المقلى الذي يتم وضعه على هيئة طبقات ويضاف إليه صلصة الطماطم والموتزاريلا والريحان ويتم تسويتها في الفرن.
-Il gattò di patate وهي فطيرة من البطاطس واللحم المقدد والجبنة ويتم تسويتها في الفرن.وتم ابتكار هذه الأكلة في عرس الملكة ماريا كارولينا ابنة ماريا تيريزا لوريانا أزبرجو زوجة فيرديناندو بوربونى في عام 1768.
-I peperoni ripieni وهي أكلة ارتقت بالفلفل عن طريق مزجه بمكونات بسيطة لكن طيبة المذاق مثل الزيتون ونبات الكَبَر والبقسماط.
-Le melanzane a barchetta حيث يتم تقطيع الباذنجان إلى نصفين ويتم تجويفه من المنتصف ويتبل بأنواع مختلفة من الحشو.

## المقليات
و بالإضافة إلى السمك المقلى المذكور في المقطع السابق، فإنه يتم طهى العديد من الخضروات المقلية والذهبية مثل
(الخرشوف والكوسا والقرنبيط). وإن القلى أكثرثراءً، فإنه يضيف للكبد والجبن الريكوتا نكهة ويضيف أيضًا للمخ نكهة جيدة. ويمكن إعداد جبن الموزاريلا المقلية الذهبية (مع الدقيق والبيض) أو يمكن وضعها في خبز، ومثلما فعلنا في الوصفة السابقة‘ ولكن يتم وضعها بين شريحتين من الخبز المقلَب في الحليب والمقلى . ومن بين مقليات نابولى يوجد أيضًا أصابع البطاطس المقلية وزهور الكوسا المقلية، والتي تباع أيضًا في الشارع جنبًا إلى جنب مع كرات المعجنات المقلية 
و شرائح من دقيق الذرة المقلية والباذنجان المقلى.
واتخذت العجة مكانًا في تقليد نابولى، وليست العجة المصنوعة من المعكرونة فقط . وإن النوع الأكثر شهرة هي العجة المصنوعة من البصل والتي ظل البصل أساسًا لها ، ويكون لونها بنيًا ذهبيًا.

## الأطباق الجانبية

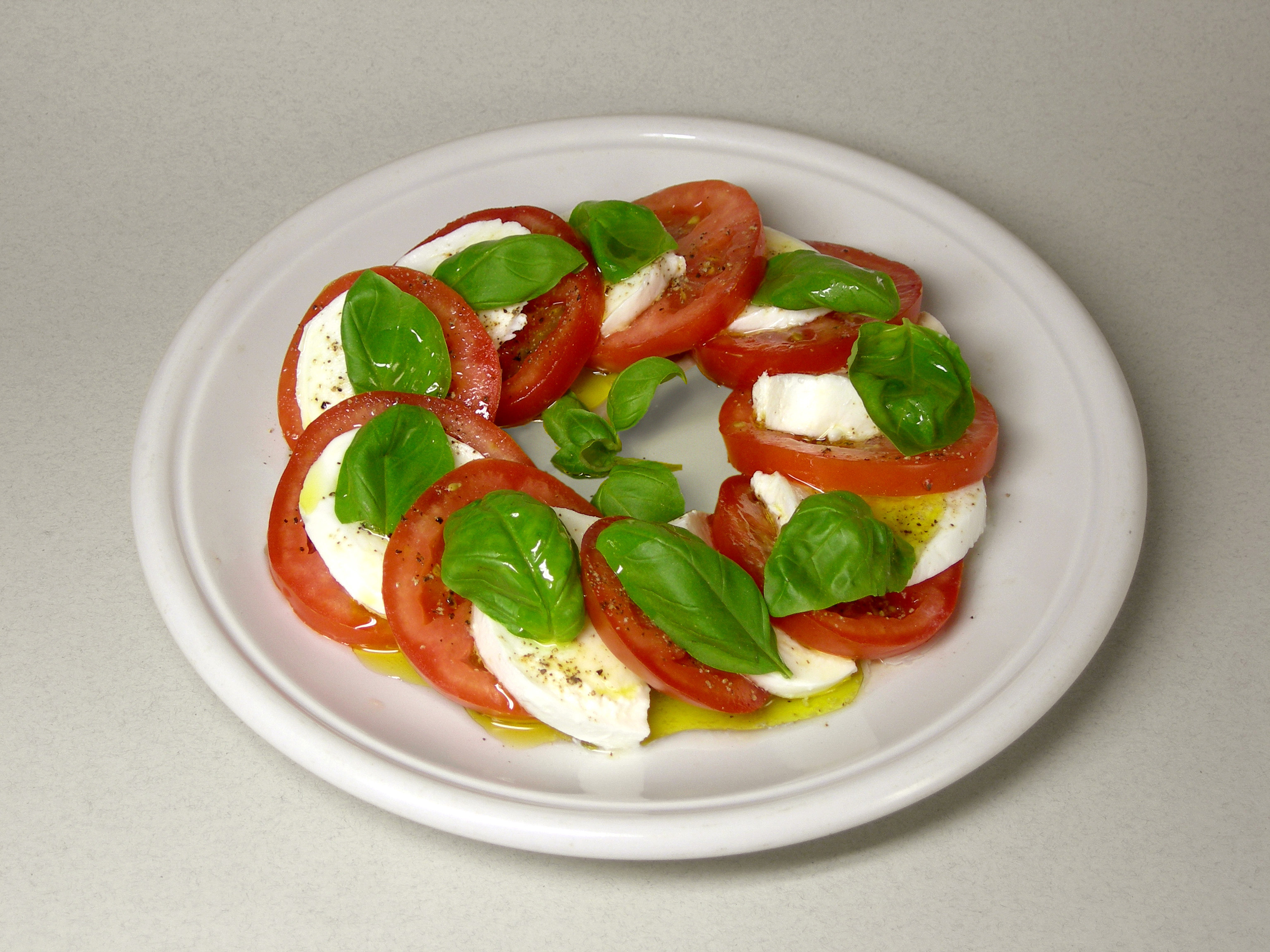
طبق سلطة من كابري بالطماطم وجبن الموتزاريلا والريحان.

الأطباق الجانبية في المطبخ نابولي ليست أطباق ثانوية، وترتكز في الغالب على الخضراوات .من بينها:
Gli zucchini alla scapece: كوسة مقلية ومتبلة بالخل والنعناع الطازج، ويبدو ان المصطلح (scapece) مشتق من اللاتينية يعنى الأله
السابق لهم اى اسم الخالق.
•الباذنجان بعش الغراب، يقدم بطريقتين: شرائح مشوية ممزوجة بالطماطم، أو مكعبات مقلية
.Le melanzane a scarpone,: هذا النوع من الباذنجان غالبا ما يسمى قارب، يتم تقطيعه بالطول، مشوى في القليل من الزيت ومضاف اليه
صلصة الطماطم بوتانيسكا.
•Le mulignane a 'ppullastiello: يتم تقطعها إلى شرائح بعد طهيها ثم حشوها بالجبن الموزاريلا ويتم قب\ليها إلى ان تأخذ لونا ذهبيا.
•	الفلفل في مقلاة. مضافا اليه زيتون جايتا ونبات الكبر.
•	الفلفل المحشو، المغطى البقسمات بعد ادخاله الفرن.
•I peperoni a grate: الفلفل بالطريقة الفرنسية وهي أسهل من طريقة المقلاة، ويتم نزع القشرة وتقطيعه وطهيه في الفرن مع إضافة الزيت والثوم والبقدونس والزيتون ونبات الكبر ومغطاة بالبقسماط.
•الفلفل الأخضر المقلي، غير الحار، المضاف اليه صلصة الطماطم.
•القرنبييط (البروكلى) المقلى مع الثوم والزيت والفلفل، وغالبا ما يصاحب السجق (da cui sasicce e friariell') cervellatine, والذي يقدم كطبق جانبى وأيضا البطاطس المقلية التي تم تقطيعها إلى مكعبات.
•الهندباء الأنديفية أوالكرنب الزيتي il cavolo cappuccia alla monachina : المقلية في وعاء والمضاف اليها الزيتون الأسود جايتا والكبر، الصنوبر والزبيب والأنشوجة المملحة.

## المقبلات

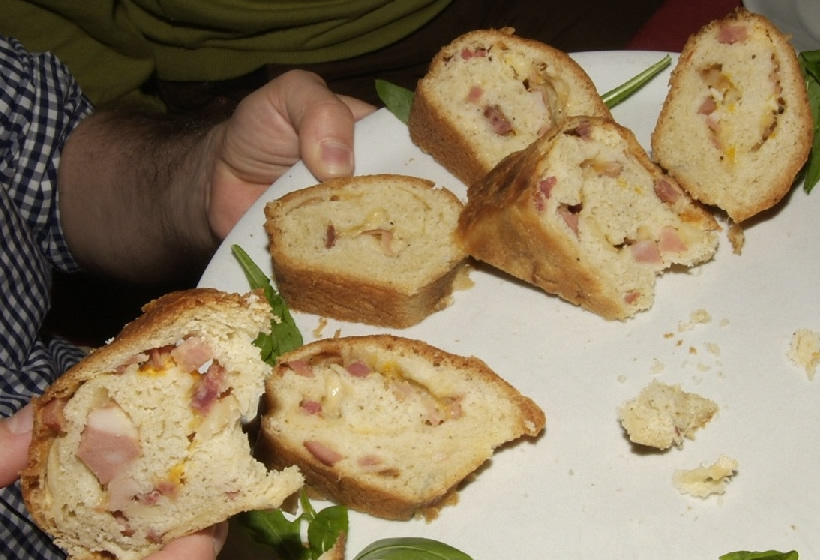
Il casatiello pasquale.في هذه الصورة لا يوجد البيض ، لذلك من الأصح أن نقول أنه Tortano.

من بين المقبلات الأكثر انتشارا، البيتزا بنبات الهندباء، اعد مع الكرنب الزيتى المقلى والمتبل بالثوم والصنوبروالزبيب وزيتون جيتا ونبات الكبر ومغطاة بعجينة بسيطة من الدقيق والماء والخميرة.
.Casatiello، أو Tortano : هو نوع من المقبلات في عيد الفصح وتؤكل أيضا في اثنين الفصح مع النزهات العائلية
و غالبا ما يستخدم اليوم هذيت الأسمين في صيغة ترادف، ويشيروا إلى مقبلات غنية بحشومن الجبن والسجق.
في الطرق الاصلية اتسم كلا من tortano وcasatiello بالبساطة الشديدة، وتميز الاخير عن الأول لانه اتسم بوجود البيض في العجين ، في حين أن الأول امتلأ ب cicoli:
في مقدمته البساطة الشعبية في [il casatiello] , ولا يوجد شئ الا الخبز في شكل مستدير وكأنه كعكة كبيرة التي يمتزج بها البيض حتى ولو واحدة فقط، وفقا لحجم الخبز، ويكون هذا البيض بقشرته الكاملة 
و يتم تثبيته في مكانه بقتعطين من العجين على شكل صليب. انها العجينة المعتادة من الخبز، ولكنها مشبعه بدهن ولحم الخنزير المقدد . وعند طهى العجينة بالفرن، سيصبح البيض مسلوق.
(فرانشيسكو دي بوركارد، عادات وتقاليد نابولى ، المجلد الثاني، ص. 274)
حتى البابا له طريقته الخاصة في فن الطهو. ان عجينة البابا، في الواقع، محايدة، وتكتسب طريقة المخبز مذاق حلو من الماء والسكر والخمور. على العكس، ففى طريقة الروستيك، يتم إضافة الجبن واللحوم الباردة إلى الخليط.
في محلات الشواء التي هي الآن على نطاق واسع جدا وتنسب اليها شطائر نابولي، التي لم تكن في الواقع شطائر حقيقية، بل كانت مقبلات محشوة بالسلامى والجبن.

## الحلويات

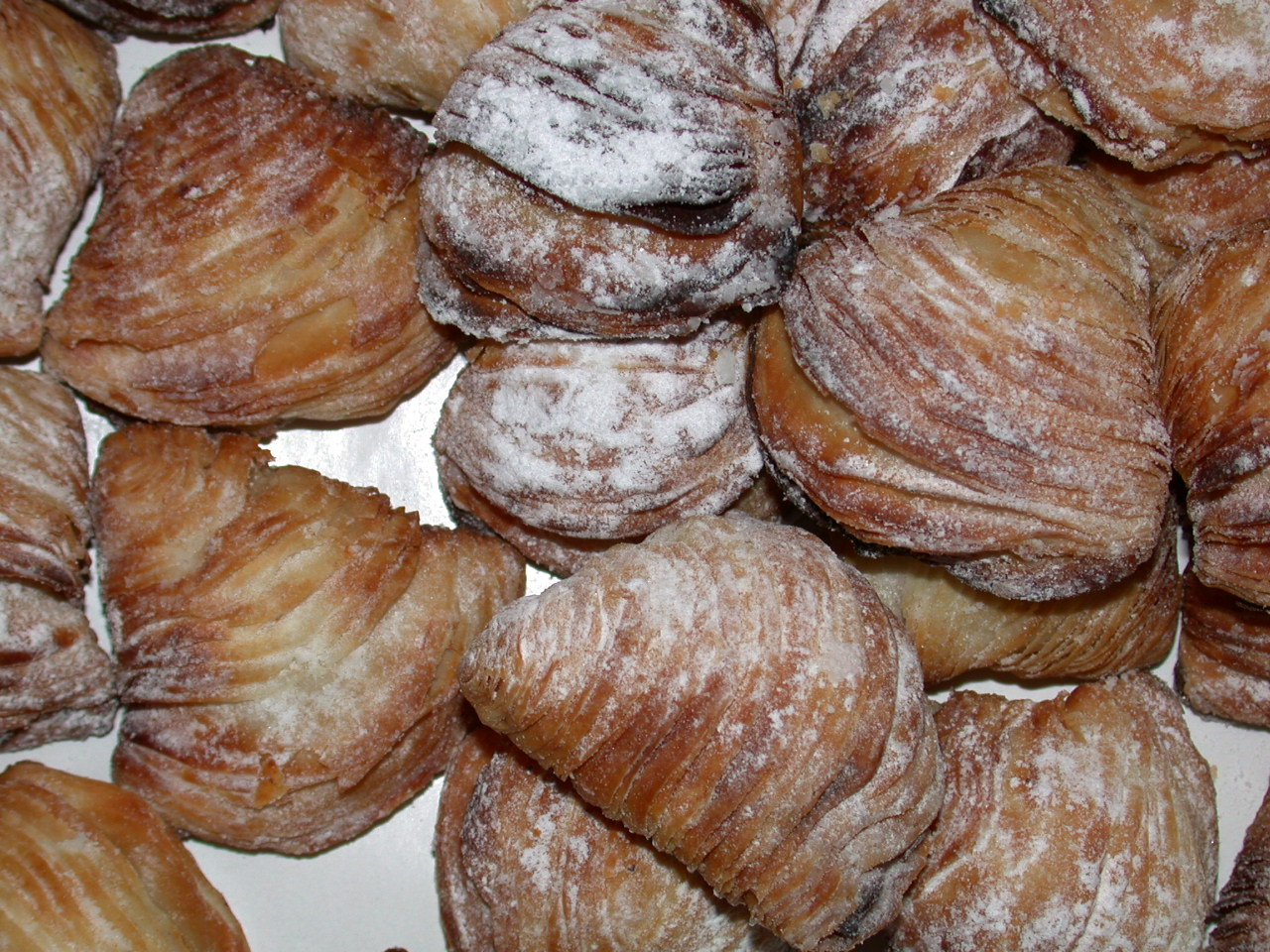
كرواسون ملفوف ، وهي حلوة ظهرت في ال قرن 17.

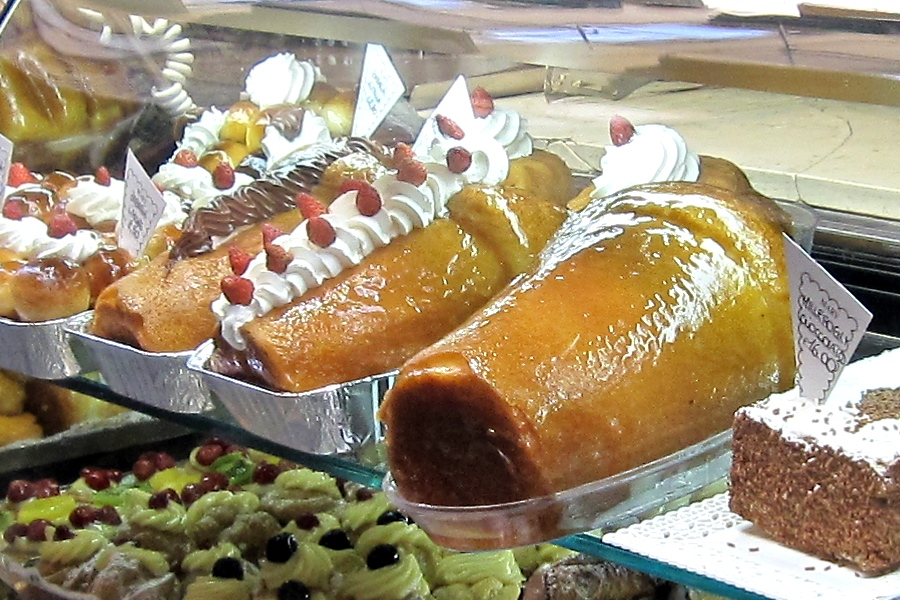
حلوة البابا النابوليتانية (من اليمين :هناك البابا الكلاسيكية بالروم ، ويليها واحدة بالقشطة والفراولة و هناك أخرى بالشوكولاتة).

تشمل تقاليد مطبخ نابولى مجموعة كبيرة من الحلويات . من أهمها ما يلى:
•	كوراسون منتفخ، أو متعرج (لفائف)، الذي تم ابتكاره في القرن الثامن عشر في دير سانتا روزالواقع في كونكا دي ماريني، قرب أمالفي، حيث تحوى حشوته جبنة بيضاء ناعمة (جبن ريكوتا), الدقيق، والقرفة والفانيليا والأترج، وقشر البرتقال المسكر. ومن بين الانواع الموجودة الآن في سانتا روزا، الكثيرة والممتلئة بالقشدة وحامض الكرز، هي المنتفخة لأنها مصنوعة بالفعل من الفطائر و le code d'arargosta , مليئة بالعجين المحلى ومحشوة بأنواع مختلفة من الكريمة .و الجدير بالذكر أيضا، المعركة القديمة بين أنصار النوع المتعرج والمنتفخ التي تتنافس منذ زمن سحيق على لقب الكوراسون الأصلى.
•البابا، تطوير نابولى لهذه الكعكة التي ربما ترجع إلى اصول بولندية .
•حلوى الZeppole في سان جوزيبي، المقلية أو المصنوعة في الفرن، وهو كعك مغطى بالقشدة والكرز.
•La pastiera : عادة ما تصنع هذه الحلوى في عيد الفصح في المنزل أكثر من صنعها في المخبز. من بين مكوناتها: القمح، الذي يباع في نابولى، سبق غليانه وأعد للأستخدام . ا ستخدام هذا العنصر قد يكون مرتبط بالطقوس (culti della fecondità) في العصر اليوناني الروماني.
•Gli struffoli : الحلوى التقليدية في عيد الميلاد والمصنوعة من العديد من الكرات الصغيرة المقلية، التي تقدم مع العسل. من المحتمل
أن ترجع هذه الحلوى إلى أصول يونانية، كما تم الإشارة إلى ذلك في المقدمة التاريخية .
•La delizia al limone: كيك الليمون الذي تم ابتكاره في السبعينات، ولكن لقول الحق في تقاليد حلوى campana التي اساسها ليمون
شبه جزيرة سورينتو، ومشروب الليمون الكحولى.
•تورتا كابريزي، المصنوعة من اللوز والشوكولاته، والليمون والبابا فهو واحد من الحلويات المفضلة لوجبات الغداء والعشاء التي تحتفل
بحفلات الزفاف والمناسبات الهامة الأخرى ومن الحلوى المشهورة أيضا في نابولى الأيس كريم، بما في ذلك le coviglie وسبوموني المجهز بالطريقة التقليدية .

## أطباق الأحتفالات
تستحق الاطباق المرتبطة بفترة الأحتفالات فصلا مستقلا لتنوعها وثرائها.

### أطباق عيد الميلاد

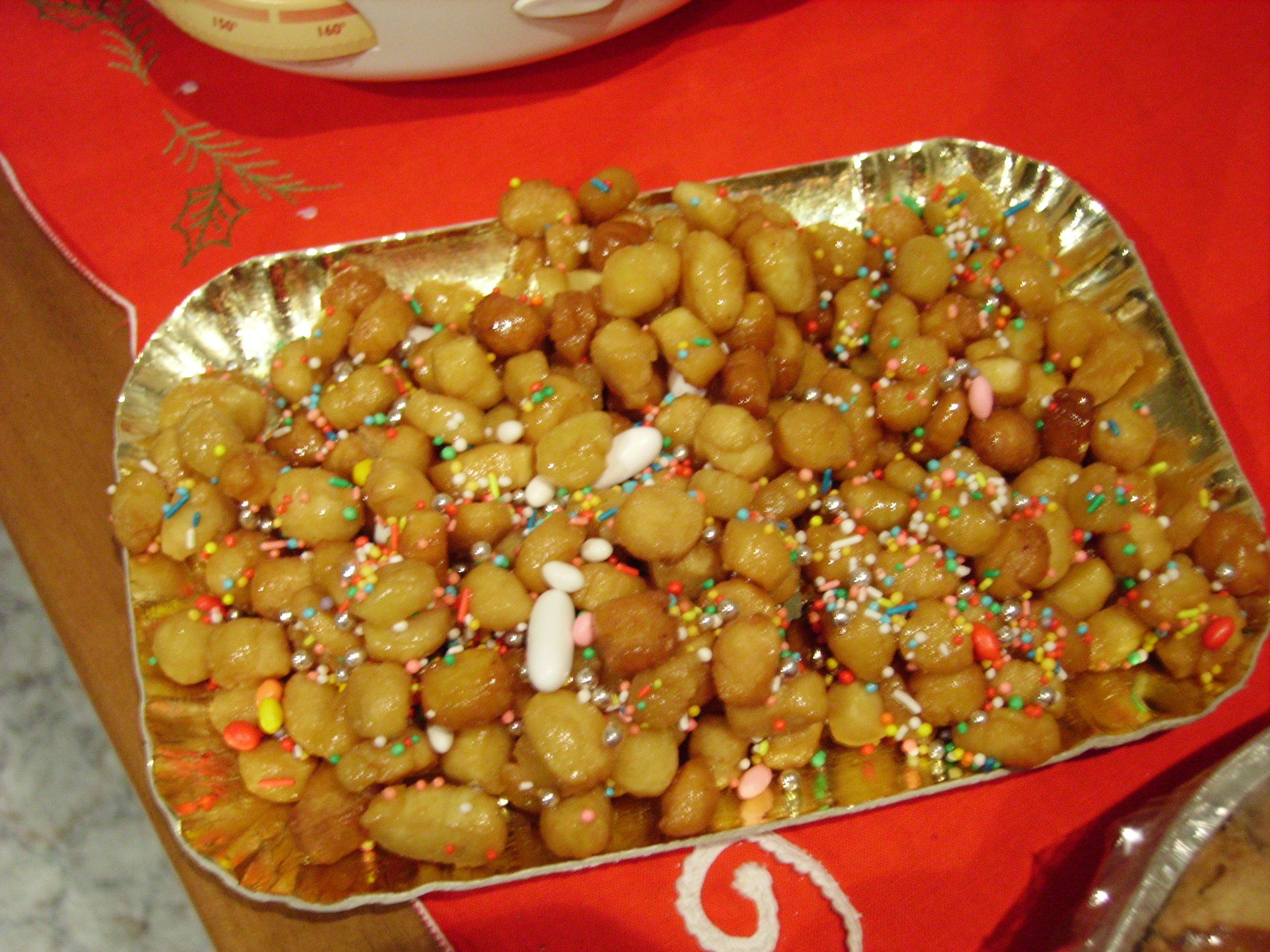
Gli struffoli ، وهى حلوى نموذجية في عيد الميلاد، ولها أصول يونانية محتملة.

عادة ما يتم العشاء عشية عيد الميلاد وبه السباغيتي بالمحار يليها ثعبان البحر وسمك القد المقلى ترافقه 'insalata di rinforzo السلطة التي يتم اعدادها مع القرنبيط المسلوق والمخللات، وحلقات الفلفل المخلل الحلو والحار (le pupaccelle) والزيتون والأنشوجة في الملح.
حلوى عيد الميلاد
•حلوى الروكوكو، هي عبارة عن بسكويت صلب في شكل دائري مجوف ومصنوع من اللوز.
•I mustacciuoli, الكوكيزفى شكل معين مغطى بالشوكولا. وأيضا اشار بارتولوميو سكابى الطاهي الشخصي للبابا بيوس الخامس إلى كوكيز نابولى، في وجبة الغداء 18 من أكتوبر.
•الرافايللو، كعكة إسفنجية مغطاة بمسحوق السكر الأبيض.
•susamielli, هي حلوى مصنوعة من اللوز في شكل حرف "S".
•تطور السوسميلى من خلال معرفة ما اعدته راهبات كلير في دير سانتا ماريا للمعرفة في سورينتو.
•استروفلى التي تم ذكرها سابقا .
•المعجنات الملكية على طريقة نابولى، تعرف حتى الآن ضمن أجزاء حلوى نابولى. وهي تتكون من كيك اللوز المطحون الناعم، والسكر المساوى لمقدار اللوز، وبياض البيض ليعطى سمكا . في الطريقة التقليدية من الحلوى المغطاة بالناسبر)السكر المذاب في القليل من الماء على النار، ثم يرش على الحلوى) ولكن من الصعب جدا الآن العثور على مخابز تعد للحلوى هذا الناسبر، وذلك بسبب الحلوى شديدة النكهة التي تعطى الشبع على الفور (الإتخام).
يكتمل العشاء عشية عيد الميلاد بciociole، أي المكسرات (الجوز والبندق واللوز)، التين المجفف وثمار الكستناء المحمص والمطهى في الفرن .
تقاليد عشاء عيد الميلاد، الحساء الممتزج بالخضار واللحم أو المعكرونة بالبيض ومرق الدجاج .

### أطباق عيد الفصح

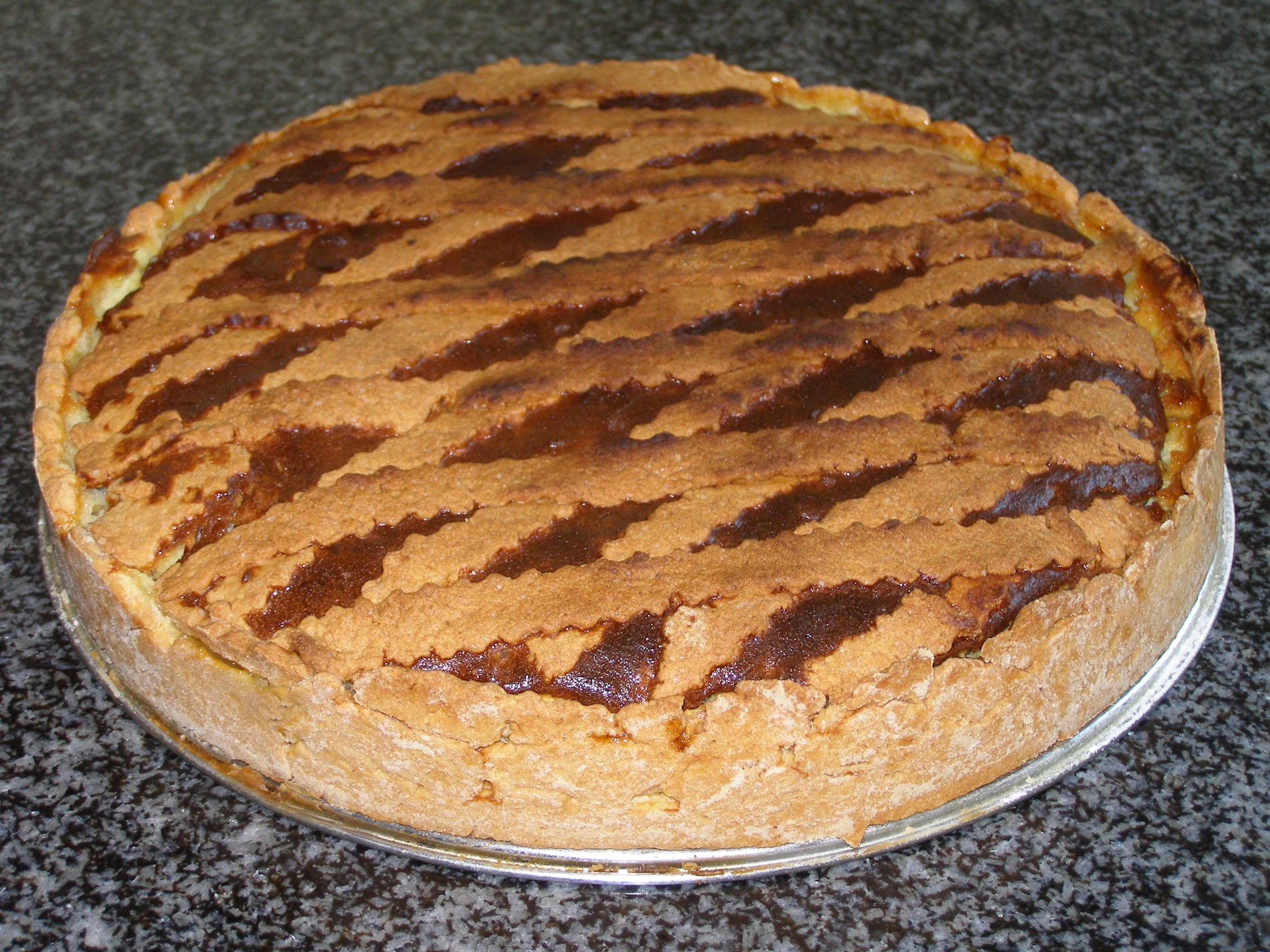
La pastiera ، هي الحلوى النوذجية لعيد الفصح.

الكاستيللو هو الطبق الرئيسى في عيد الفصح، ويؤكل في يوم أثنين عيد الفصح مع النزهات العائلية، مصحوبا بالفلاتة، وهو طعام من شرائح اللحوم (وخاصة السلامي وكابيكولا)، جبنة ريكوتا والبيض المسلوق، أو من لحم الضأن أو الماعز في الفرن مع البطاطا والبازلاء.
كيك الباستيرا هي حلوى عيد الفصح المعتادة، وهي حلوى تقليدية في المنزل، ويوجد منها أشكال مختلفة مع فروق طفيفة مع كل أسرة . وصفا لغداء عيد الفصح في القرن 19، لم يختلف كثيرا عن تقاليد اليوم.
"لن أصف غداء عيد الفصح : عندما تفتحوا مطبخ الطاهى بون فيتشينو ستجدون أكثر مما أستطيع ان أقول لكم . ولكن الاطعمة المعتادة : حساء عيد الفصح، li spezzatello مع البيض والبازلاء ولحم الضأن في الفرن، وسلطة الخس، ونقانق لحم الخنزير بالبيض المسلوق، والتورتانو والكاستيللو، والتأكيد النهائى لولي العهد على الغداء بحلوى pastiera.
(فرانشيسكو دي بوركارد، عادات وتقاليد نابولى ، المجلد الثاني، ص. 274)

### مهرجانات أخرى
الطريقة النابوليه في المهرجان، تقدم اللازانيا بدون باشاميل .
يوجد من بين حلويات الكرنفال le chiacchiere, التي تنتشر بأسماء أخرى في جميع أنحاء إيطاليا، والحلوى السوداء، التي تعد في الطريقة الاصلية من دم خنزير والشيكولاتة والتي غالبا ما تكون ممتزجة مع البسكويت والكعك عند الحلوانى . مهلبية دم الخنزير هي نوع اخر من الحلوى التقليدية في المهرجان، ترجع إلى مدينة بينيفينتو الإيطالية، مصنوعة من السميد وتشبه إلى حد ما حشوة الكوراسون .
تقاليد 2 نوفمبر، هي نوجا الاموات، والتي ليست أساسها العسل بل الكاكاو، فهى مختلفة عن النوجا الكلاسيكية، مصنوعة بنكهات مختلفة من المكسرات أو الفاكهة المجففة والطازجة ، بل وأيضا من القهوة، ولا تزال توجد أذواق أخرى .

## الفاكهة

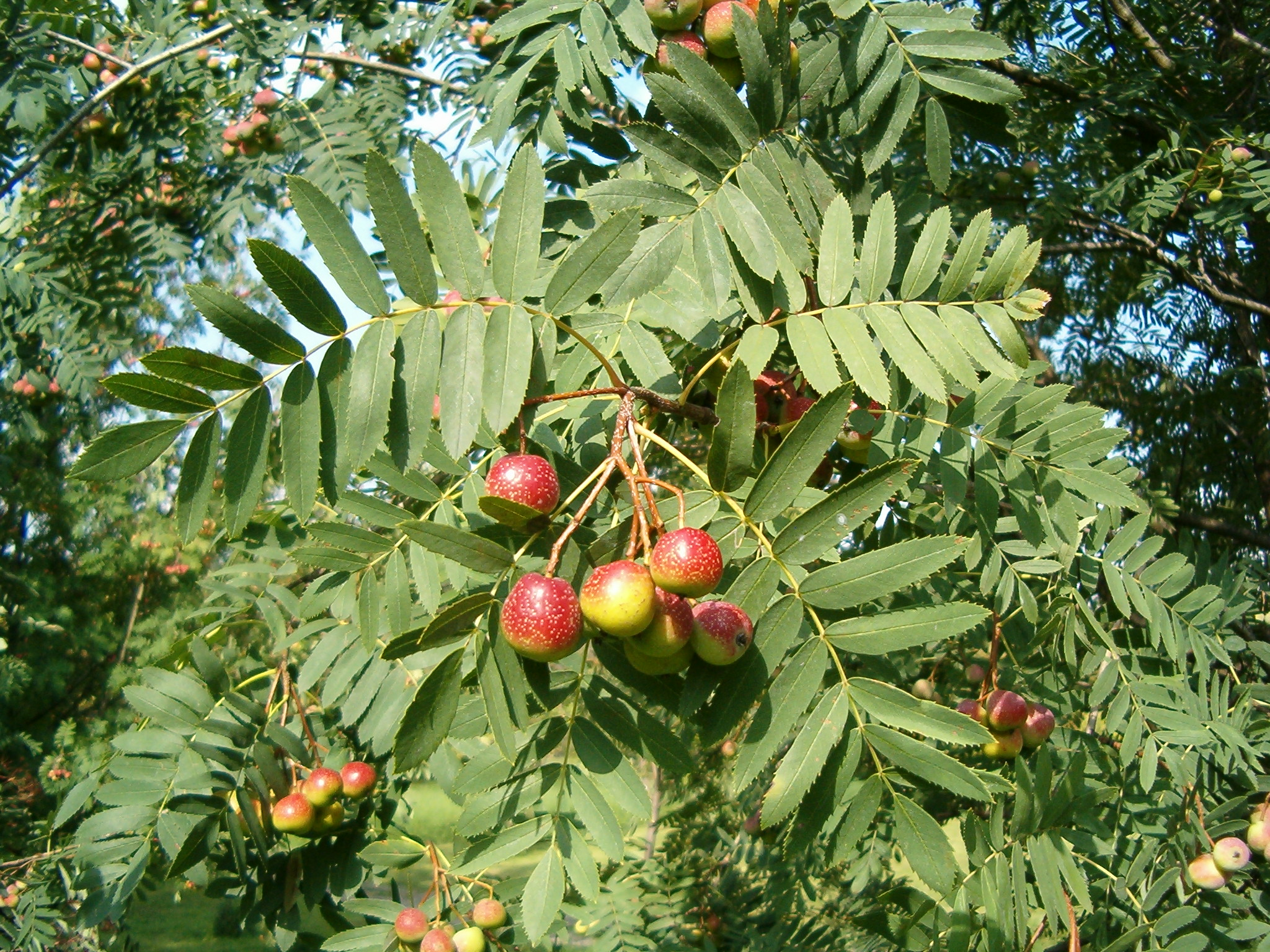
عنقود من الغبيراء، تم ذكر هذا النوع من الفاكهة في قصائد شعرية في القرن 18.

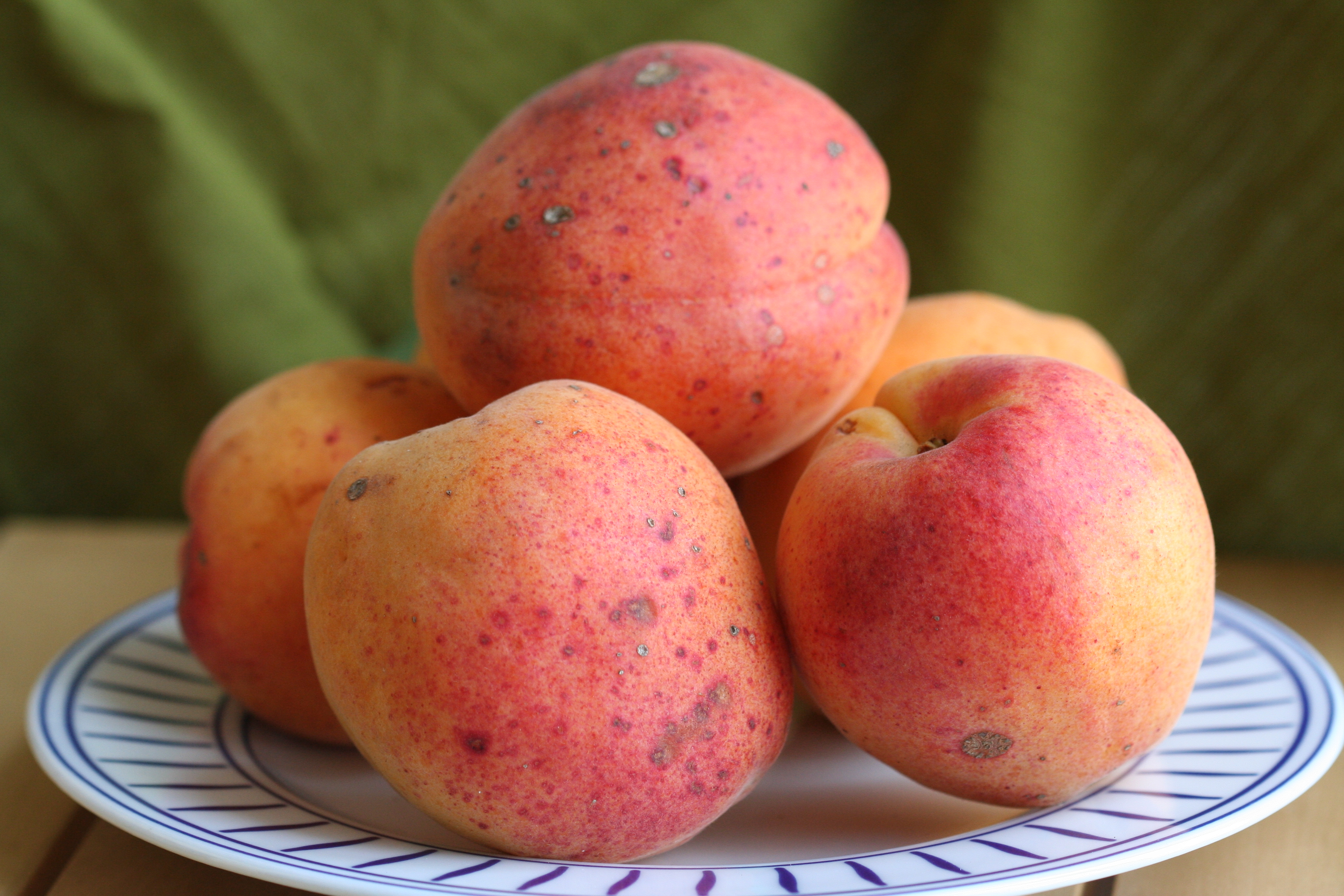
فاكهة crisommole في جبل فيزوف، بلونها النوذجى الأحمر والبرتقالى.

وغالبا يتم تناول الفاكهة في نهاية الوجبة خاصة في فصل الصيف. ويكون الإنتاج المحلى منها متوافراً ومتنوعاً جداً في جميع المواسم مثل التفاح في كامبانيا .
يأتى من منطقة فيزوف فاكهة crisommole وهو نوع من المشمش كان معروف في القرن السادس عشر ويأتى من هذه المنطقة أيضا نوع من الكرز يسمى cerase d' 'o monte .
ومن الأنواع المحلية الأخرى : المشمش الهندى والنبأ الذي يتم تجميعه في عناقيد مازالت غير ناضجة وأنواع مختلفة من التين والتوت الأبيض ('e cevese annevate) والأحمر وهو نادر جداً حاليا.
ويتم استخدام الخوخ الأصفر (percuoco, o percoca in napoletano) كقطع لإعطاء نكهة للنبيذ الأحمر المصنوع في مونتى دى بروشيدا ويكون بارد وفقاً للتقاليد الإسبانية على غرار سانجريا.
وكان في الماضى تباع شرائح البطيخ الطازجة أثناء فصل الصيف في محلات بائعى البطيخ حتى نهاية القرن الماضى ولكنها اختفت الآن .
وكان غالباً يسبق شراء البطيخ اختبار، أي تُقطع قطعة هرمية من البطيخة بسكينة طويلة مما يتيح الفرصة لتذوق مدى حلاوة البطيخة قبل شرائها. وبعد تذوق هذه القطعة يتم وضعها مرة أخرى في وقت الشراء ولكن تم النخلى عن هذه العادة منذ سنوات عديدة لأسباب صحية.
وعادة يتم استخدام الفواكه المجففة خلال عطلة عيد الميلاد تحت اسم ciociole .
ويتم استخدام فاكهة أبو فروة في العديد من الوصفات منها i "cauzuncielli"، وهي فطائر صغيرة مطوية على شكل هلال محشوة بفاكهة أبو فروة مسلوق ومهروس ، ومحشوة أيضاً بالشوكولاتة وبالقهوة وبالسكر وبقليل من اليانسون أو الروم ، أو يطهى بطريقة allesse أي يتم نزع قشرة فاكهة أبو فروة وسلقه مع نبات الغار ويتم تناوله بشكل رئيس على الفطار .

## النبيذ
يتضمن تاريخ النبيذ في إيطاليا الكثير من الخمور الريفية عالية الجودة والتي تتماشى مع مكونات المطبخ المحلى.فمن بين النبيذ الأبيض نجد ذلك النبيذ الذي يصنع في منطقة بلديات توفو باليونان، ونبيذ الفالانغينا، ونبيذ الفيانوالذى يصنع في مقاطعة افيللينو الإيطالية ونبيذ اسبيرينو الذي تنتجه مقاطعة افيرسا الإيطالية.اما عن أنواع النبيذ الأحمر فيأتى في المقدمة نبيذ التورس ونبيذ الاليانيكو ونبيذ البيديروسو، ونبيذ السولوباكا، ونبيذ اللاكريماكريستى المصنوع في نابولى، ويصنع هذا الاخير اما ابيض أو احمر.وتحمل ثلاثة أنواع فقط من النبيذ عبارة DOCG, اى مضمونة المنشأ، وهذه الانواع هي:
•التورس، وهو من النبيذ الأحمر كما سبق وذكرنا.
•الفيانو المصنوع في مقاطعة افيللينو، وهو من النبيذ الأبيض.
•النبيذ اليونانى المصنوع في مقاطعة توفو، ويوجد منه نوع ذو رغوة.

## القهوة

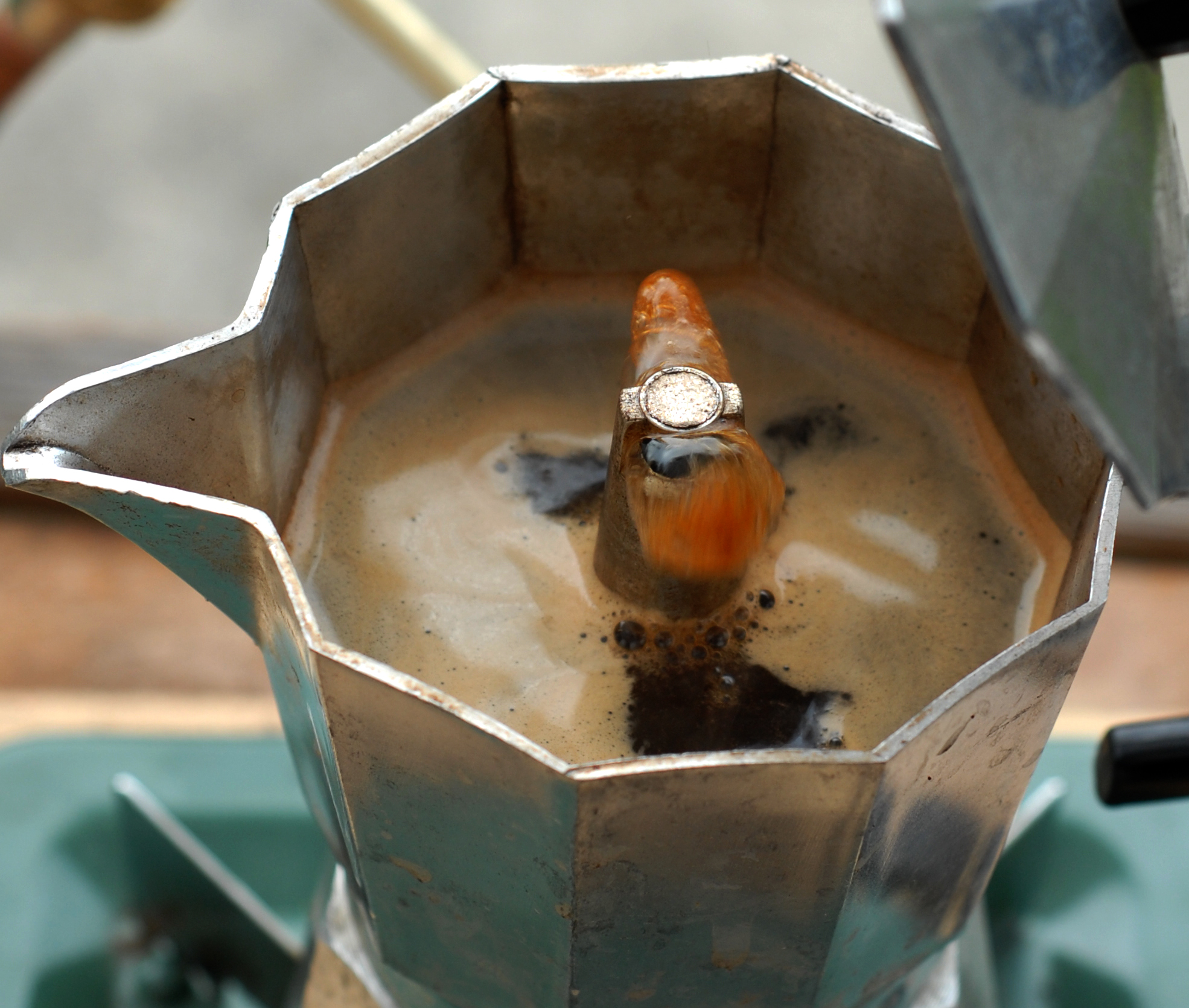
la moka هى آلة لصنع القهوة حلت محل آلة الكافيتييرا النابوليتانية عند الكثير من العائلات في نابولى.

«اضع على منقارالجهاز تلك الورقة من الكوبيتلو...يتصاعداول دخان كثيف من القهوة، ويصبح فيما بعد حملا لا يتفرق.و علاوة على دلك، فقبل صب الماء، الذي يجب غليه لمدة ثلاث أو اربع دقائق على الاقل داخل تلك الكبسولة التي تتوسط الجهاز، ترش نصف ملعقة من البن الطازج، بحيث يعطى الماء النكهة الأفضل اثناء صبه.»(ادوارد، من فيلم هذه الاشباح)
لا يمكن ان ينتهى غداء أو عشاء دون تناول كوبا من القهوة، والتي تقدم احيانا في المطاعم، ولكن غالبا ما يتم تناولها في المقاهى.و من بين أشهر أنواع القهوة في نابولى هناك بالتأكيد قهوة جمبرينوس التاريخية، التي تقدم في ميدان تريستى وترينتو.
يعتقد الكثير من أهل نابولى ان قهوة نابولى فريدة من نوعها سواء في نكهتها أو في كثافتها.و تسعى الكثير من الاساطير الحضرية لاثبات ذلك لعدة اسباب بدءا من مياه سيرينو إلى نوع الخليط وطريقة معايرة المكونات في الجهاز، أو ببساطة أكثر، مهارة صانعى القهوة من أهل نابولى.و في الواقع لم تتحقق اى من هذه النظريات في الواقع العلمى.
على الرغم من استمرار بيع آلة تحضير القهوة، والمعروفة أيضا باسمcuccumella, فقد حل محلها جهاز الموكا بشكل كبير .

## الكحوليات

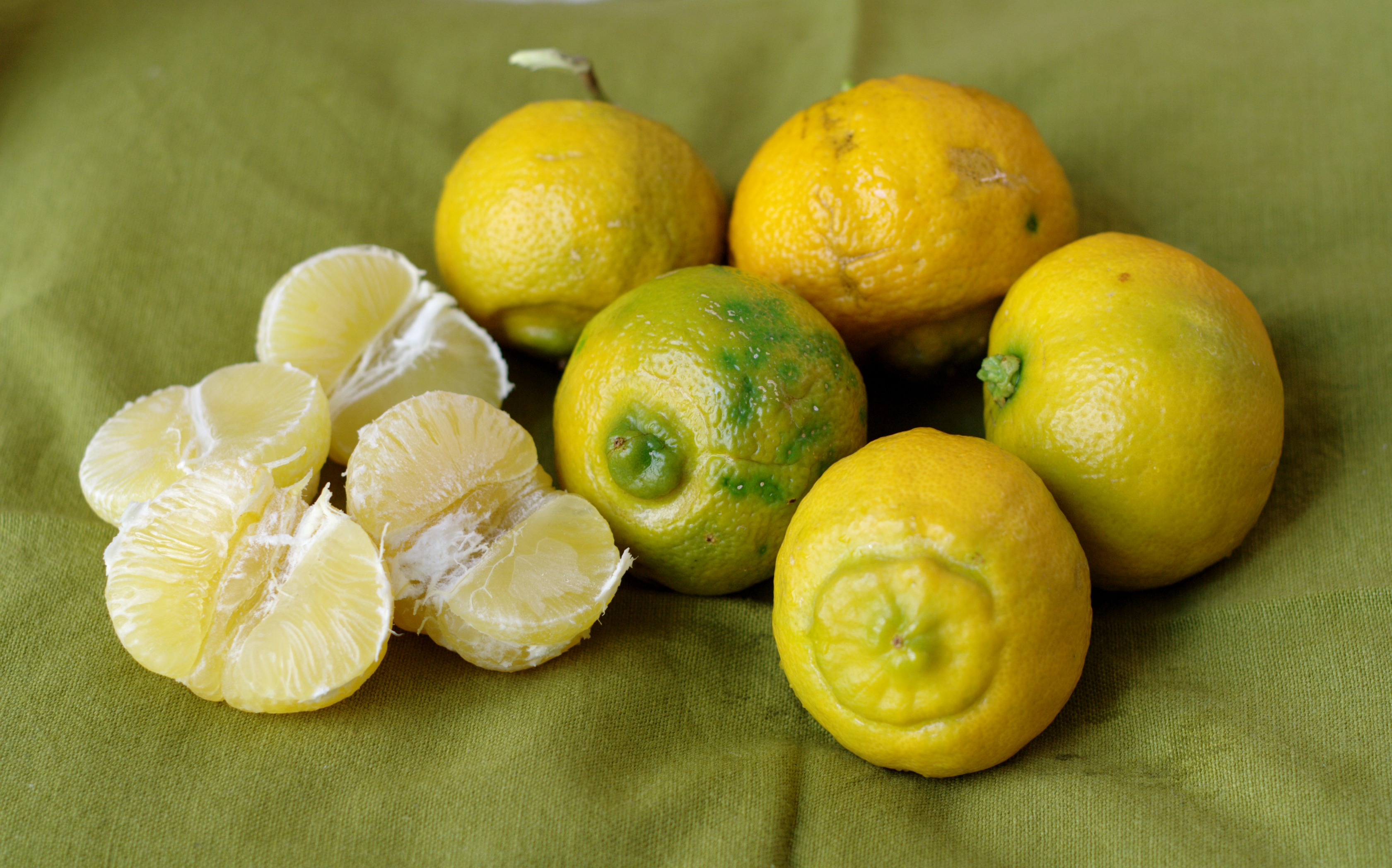
Il limo، هي فاكهة من الحمضيات وهي نادرة حالياً وكانت تستخدم عادةً في صناعة الكحوليات الحمضية.

إن الطمي الآن نادر، ولقد كان يستخدم تقليديا لإعداد الحمضيات من الكحوليات.كان الليمونشيللو في هذا الوقت منتشرا جدا، ولقد تم تفضيل الكحول لمرة واحدة عن أربعة من الفواكه : الليمون والبرتقال واليوسفي والليمون، كفاكهة حمضية محلية تشبه الأترنج ، ولكن الآن من الصعب جدا أن تجده في السوق.
ثمرة الجوز الهند ، الذي ينتشر في مناطق كثيرة من إيطاليا، هي تقليديا من بين الكحوليات المُرة الأكثر تقديرا.

## مطاعم الأكلات السريعة
لقد انتشر في نابولى، منذ زمن بعيد، شراء وأكل الأطعمة في الشارع، وهذه المطاعم سابقًا كانت منتشرة في العصر الرومانى في مكان مخصص للراحة يشبه المطاعم" thermopolia"، والتي وُجِدَت في الحفريات الأثرية في بومبى وهيركولاينوم والعديد من المواقع الأثرية الأخرى في المنطقة. ولا تزال النمطية موجودة في بعض المقليات اليوم ويمكن شراءها ، وخاصة في شوارع المركز التاريخى في نابولى ، ومن بينها يمكن أن نذكر المعجنات المقلية، وشرائح العصيدة من دقيق الذرة المقلية أو البطاطا المقلية، وزهور الكوسا المقلبة في الخليط والمقلية، ولفائف المعكرونة بالصلصة والخبز المقلى، و"detti viennesi" نوع من الحلويات المقلية، وكذلك الباذنجان والكوسا المقليان ، والبطاطا المهروسة والمحشوة بجبن الموزاريلا والتي يوجد منها الآن شكل آخر أصغرمنها وخالية من الموزاريلا وهي فطائر البطاطا. 
ولاتزال البيتزا المقلية والبيتزا على شكل الكتيب تُباع في مطاعم البيتزا في شارع تريبونالى وفي ميناء ألبا وفي ميدان كافور. ولا يزال يوجد في شارع بيانسكا بعض محلات الأمعاء التي تبيع أنواع مختلفة من الأمعاء أو الكمثرى أو موسو (وهي قطعة من الكرشة) أو الحساء التاريخى والأمعاء ، ومن مارجلينا إلى شارع كاراتشولو لايزال هناك العديد من البائعين الذين يبيعون مخبوزات على شكل ضفائر (من الفلفل وشحم الخنزير)، في حين أنه من النادر الآن وجود الأخطبوط وحساءه (مرق الأخطبوط) وقليلًا ما يُباع من قبل الباعة الجائلين. 
وفي السنوات القليلة الماضية انتشرت أكشاك بيع أو محلات لقضاء وقت الفراغ والهواية‘ والتي تبيع الفول السودانى وبذور اليقطين والحمص المحمص ونبات الترمس في المحلول الملحى ، واسمه مشتق من الوقت الذي تستغرقه هذه الأنواع من البذور لتنزلق، والفواكه والبقوليات المجففة.
و قد قام البائعون حتى العقود الأخيرة من القرن العشرين ببيع السندوتشات المليئة بجبن الريكوتا لتقديم وجبة الإفطار لأولئك الذين يباشرون عملهم في جزر ميناء بوتسولى.
وفي الصيف، لايزال الباعة يقومون بتوفير المرطبات مع جرانيتا بسيطة، وصفت بأنها (الصفر) أي الجليد البسيط المبشور من كتلة واحدة كبية بواسطة أداة مشابهة للمسوى، وتوضع مع شراب حلو، ويوجد أطعمة متنوعة وهي حليب اللوز الكرز الأسود والنعناع.

## فضول
ظهرت الوجبات السريعة الأولى في العصر الحديث في بداية القرن الماضي في نابولي، ولقد سميت (وجبة سريعة) لأنها مشتقة من «VACOوpress» أي الذهاب في عجلة.وكانت تُباع في " friggitoria"(مطعم لبيع المقليات) وفي " rosticceria" (مطعم لبيع المشويات), وهما يقعا في منتصف ساحة دانتي .

## السيرة الذاتية
وصف كوررادو وكافالكانتي مطبخ نابولي العتيق في نصوصهما.
و لقد ورد في نصوص حديثة جدا الكثير من الوصفات الكلاسيكية والوصفات الأكثر معاصرة . 
تحتوي العديد من كتب مطبخ نابولي، بجانب الوصفات الأكثر شيوعا، على وصفات مشتقة من وصفات نابوليتانية أخرى .
من المألوف، على سبيل المثال، أن تجد وصفات كشريحة كوتوليتا على طريقة ميلانو، اللحم على الطريقة الجينوفية، صلصة على طريقة بولونيا، أو غيرهم.

## مواضيع ذات صلة
- مطبخ إيطالي
- بيتزا
- باستا بوتانيسكا
- جبن الموتزاريلا

## وصلات خارجية
- La vera cucina napoletana
- Ricette di cucina napoletana
- La cucina tradizionale napoletana
- La cucina napoletana di mare
- Ricette napoletane da cooker.net
- Il ... pastino napoletano, articolo dal portale cooker.net
- La cucina napoletana, articolo di Tonino Aversano del ristorante Don Salvatore, tratta dal sito spaghettiitaliani.com.
- Il vero babà come si fa a Napoli